# Малое кольцо Московской железной дороги
Малое кольцо Московской железной дороги (МК МЖД) — окружная железнодорожная линия в Москве, также известная как Московская кольцевая железная дорога (МКЖД) и Московская окружная железная дорога (МОЖД). Является частью Московско-Курского региона Московской железной дороги.
Протяжённость кольца — 54 км, с учётом примыкающих веток и подъездных путей — 145 км. С десятью радиальными железнодорожными направлениями (девять направлений Московской железной дороги и одно Октябрьской железной дороги) кольцо связано 22 соединительными ветвями. Малое кольцо — удобное «плечо» для переброски поездов с одной радиальной магистрали на другую, до сих пор оно является тарифным пунктом, по которому определяется протяжённость следования (кратчайшее расстояние) перевозимых грузов.
Московская окружная железная дорога была построена вокруг Москвы по проекту инженера П. И. Рашевского в 1903—1908 гг. Кольцо получилось не совсем круглым: на северо-западе оно оттягивается на 12 км, а на юге проходит в 5 км от Кремля. Линия открыта 19 июля (2 августа) 1908 года. Отсчёт вёрст железной дороги начинался от точки её пересечения с Николаевской железной дорогой, по часовой стрелке. До 1934 года на линии осуществлялись пассажирские перевозки. В дальнейшем до 2016 года линия использовалась только для грузовых перевозок и обслуживания промышленных предприятий города. В 2012 году на линии было 12 действующих технических станций без пассажирской работы. В 2012—2016 годах была осуществлена реконструкция Малого кольца для организации на первом и втором главных путях движения пассажирских электропоездов.
С 2016 года на МК МЖД курсируют электропоезда внутригородского кольцевого маршрута, получившего официальное название Московское центральное кольцо (МЦК). Линия пассажирских поездов тесно интегрирована с московским метрополитеном, в том числе и в его систему оплаты проезда. На схемах метро изображается белой линией с красным контуром с порядковым номером . Пассажирское движение открыто 10 сентября 2016 года. По вновь построенному третьему главному пути длиной 37 км (от Пресни до Угрешской через север), станциям и передаточным ветвям продолжается в сокращённых объёмах грузовая работа.

## История

### Проектирование

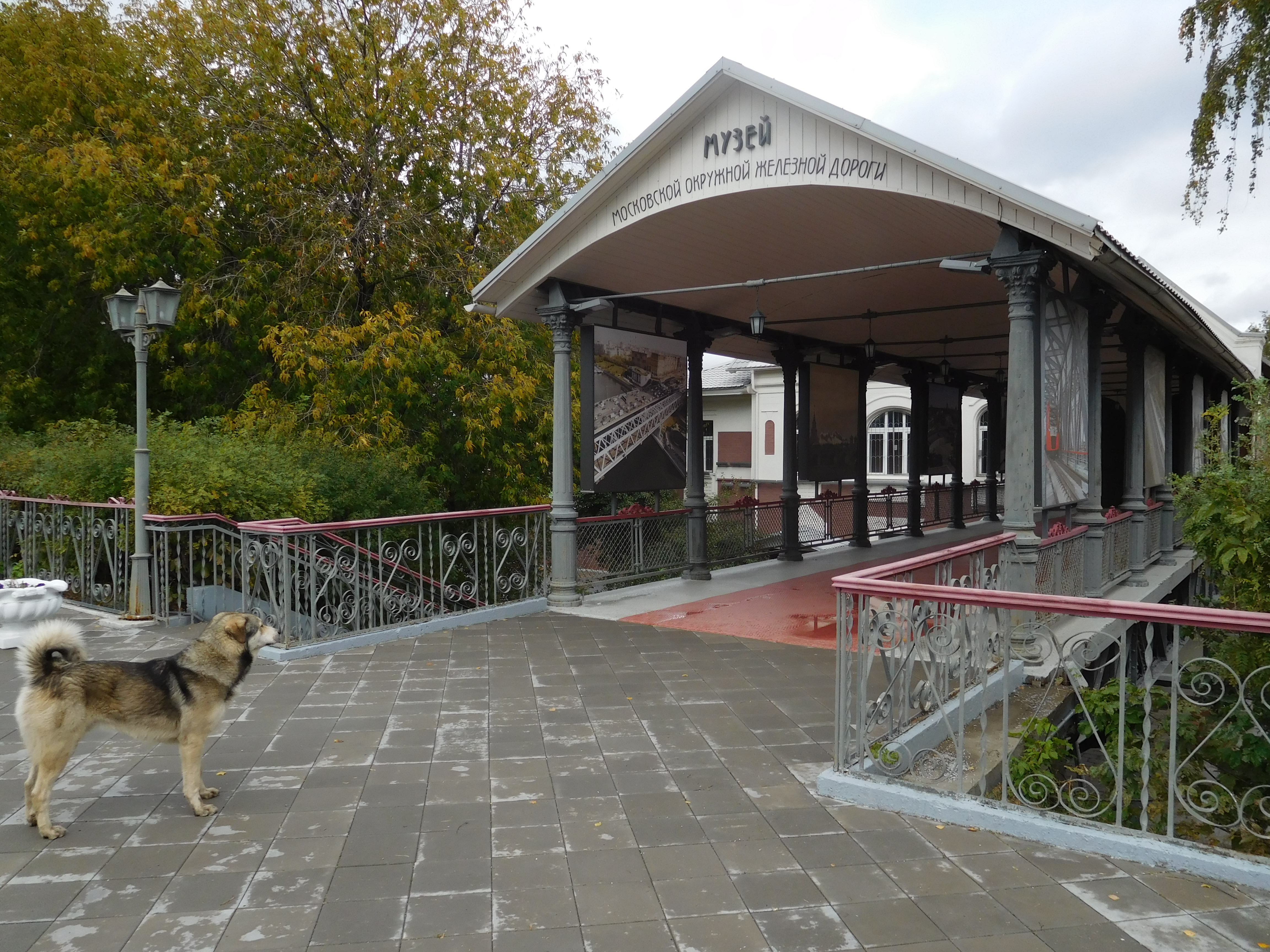
Музей Московской окружной железной дороги на станции Пресня

На рубеже XIX—XX веков Москва столкнулась с тем, что существующей дорожно-транспортной инфраструктуры для дальнейшего развития города было недостаточно. Сохраняя статус крупного торгового и промышленного центра страны, Москва пропускала через себя большой объём транзитных грузов (в 1905 году их общий вес составлял более восьми миллионов тонн) и принимала такое же количество товаров для собственного потребления. По подсчётам специалистов, ежедневно московский железнодорожный узел обслуживал четыре тысячи вагонов, перевозкой грузов со станций по городу занималось 20 тысяч ломовых извозчиков, а доставка пуда груза в один конец достигала цены трёх копеек. Разгрузка московского узла стала вопросом государственного значения, и частные лица и компании отнеслись к его решению максимально активно. Для разгрузки города было решено построить вокруг него кольцевую железнодорожную линию.
Первый проект Московской городской дороги, подготовленный купцом Григорием Сушкиным, появился в 1869 году. Всего же до конца XIX века было разработано не менее пяти частных предложений по устройству линии. Зимой 1894—1895 годов на российских железнодорожных линиях случился коллапс из-за недостаточной пропускной способности московского узла: сеть была загружена товарными вагонами. Приём грузов шёл с шести направлений, в то время как ещё четыре строилось. К 1897 году необходимость строительства окружной линии стала очевидна и на высочайшем уровне. Решение о сооружении Московской окружной железной дороги было принято осенью 1897 года по инициативе большого энтузиаста железнодорожного транспорта министра финансов Российской империи Сергея Витте. 7 ноября 1897 года на Особом совещании с участием императора Николая II Правительством Российской империи было «признано желательным приступить к постройке Московской окружной железной дороги уже в следующем, 1898 году». Работа над проектом, правда, затянулась, и рассмотрен он был лишь 1 мая 1899 года.
31 декабря 1899 года было образовано «Особое Совещание» с широкими полномочиями, в состав которого вошли: министр финансов, министр путей сообщения, военный министр, государственный контролёр. Комиссия при министерстве путей сообщения высказывалась за постройку дороги в четыре пути, однако министр финансов Сергей Витте усомнился в успешности предприятия и предложил поискать менее дорогостоящие варианты развития проекта. Рассматривалась даже возможность переноса кольца на 21, 64 или 107 километров от Москвы. В итоге 9 февраля 1900 года было принято решение, что МОЖД должна быть построена в два пути вне пределов города, но не далее девяти—одиннадцати километров от него.
При проектировании Малого кольца в 1898—1902 было предложено 13 вариантов проектных решений с оглядкой не только на стоимость строительства и эксплуатации, но и также на то, какое количество пассажиров сможет обслужить новая дорога. Утверждённый вариант предусматривал строительство четырёх главных путей, из которых два предназначались под пассажирское движение и два — под грузовое. Сметная стоимость составляла 40 млн рублей в ценах начала XX века.

### Строительство
Строительство началось в марте 1902 года под руководством архитектора и инженера пятого класса Петра Рашевского. Из-за недостатка средств (много государственных денег ушло в 1905 году на войну с Японией) было построено кольцо только с двумя главными путями для организации грузового движения, а ещё два пути, предполагавшихся для пассажирского движения, построены не были. Было сооружено четыре больших моста через Москву-реку — Дорогомиловский, Краснолужский, Андреевский и Даниловский, по одному среднему мосту через Яузу и Лихоборку — под руководством инженера Николая Белелюбского, построившего большие мосты Транссиба. В проектировании мостов участвовал П. А. Велихов.
23 мая 1917 года контур окружной линии был официально оформлен как новая граница Москвы.
Новая железная дорога проходила лесами, болотами, пашнями, по дачной местности, на некоторых участках по землям промышленным — примыкающим к фабрикам и заводам, в южной части — недалеко и от жилых кварталов. Отсчёт вёрст новой железной дороги начинался от точки её пересечения с Николаевской железной дорогой, по часовой стрелке. В районе станции Кожухово, в излучине Москвы-реки, дорога проходила через живописный хвойный лес Тюфелева роща и невдалеке от исторического Лизиного пруда — оба природных объекта утрачены в 1930-х годах в ходе индустриализации.
На дороге были выстроены 14 станций, два остановочных пункта (Потылиха у Николаевского моста, Военное поле близ Ходынских военных лагерей) и один телеграфный пост (Братцево). Все пассажирские здания расположены внутри кольца, со стороны центра города, а товарные платформы, пакгаузы, станционные пути — с внешней стороны. Станции были спроектированы под руководством архитекторов А. Н. Померанцева и Н. В. Марковникова. Ряд станционных и жилых строений дороги сооружён по проекту архитектора И. М. Рыбина. Построены технические здания: вагонное и паровозное депо, водонапорные башни, кузницы, мастерские и так далее.
Для пассажиров были построены станции-вокзалы (Владыкино, Воробьёвы Горы, Братцево, Серебряный Бор, Лихоборы, Лефортово, Канатчиково и другие), выполненные в едином стиле (все они — уникальные образцы московского модерна начала XX века), часть из которых сохранилась по сей день. На вокзалах существовали билетные кассы, залы ожидания, где было проведено отопление (голландские и русские печи), электричество, во всех пассажирских зданиях имелись отапливаемые мужские и дамские уборные с ватерклозетами. Станционные площадки были освещены керосино-калильными фонарями системы Люкса с применением углекислоты, а здания, предназначенные для приёма пассажиров, освещались по системе инженера Кржеминского распылённым бензиновым газом. Все пассажирские здания снабжены надлежащим количеством дубовой мебели; кроме того, станции снабжены огнегасительными инструментами, приборами для взвешивания и нагрузки, осветительными и другими станционными принадлежностями. Часы для станций (электронные для станционных помещений и пружинные для других зданий), закупленные у фирмы «Павел Буре», отличались особо высокой точностью, по ним москвичи сверяли время. Любопытно, что снабжены они были двумя типами стрелок: чёрными для петербургского времени и красными — для местного. Единственный сохранившийся оригинальный экземпляр этих часов находится в кабинете начальника станции Пресня, ныне Музей Московской окружной железной дороги.

«План города Москвы с показанием Московской окружной жел. дор. и её ветвей» из «Альбома исполнительных типовых чертежей 1903—1908 годов», том первый
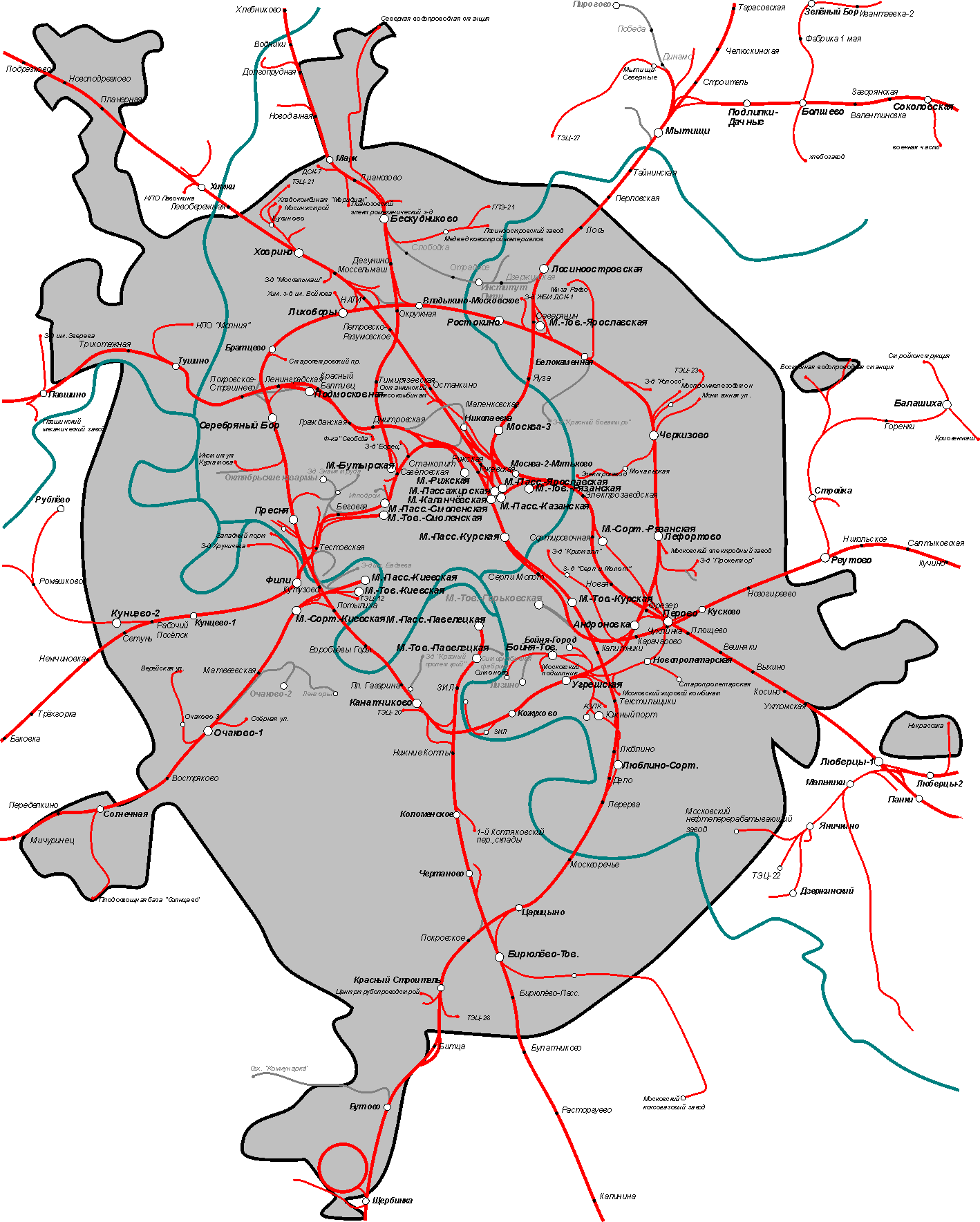
Железнодорожная сеть Москвы по состоянию на 2007 год
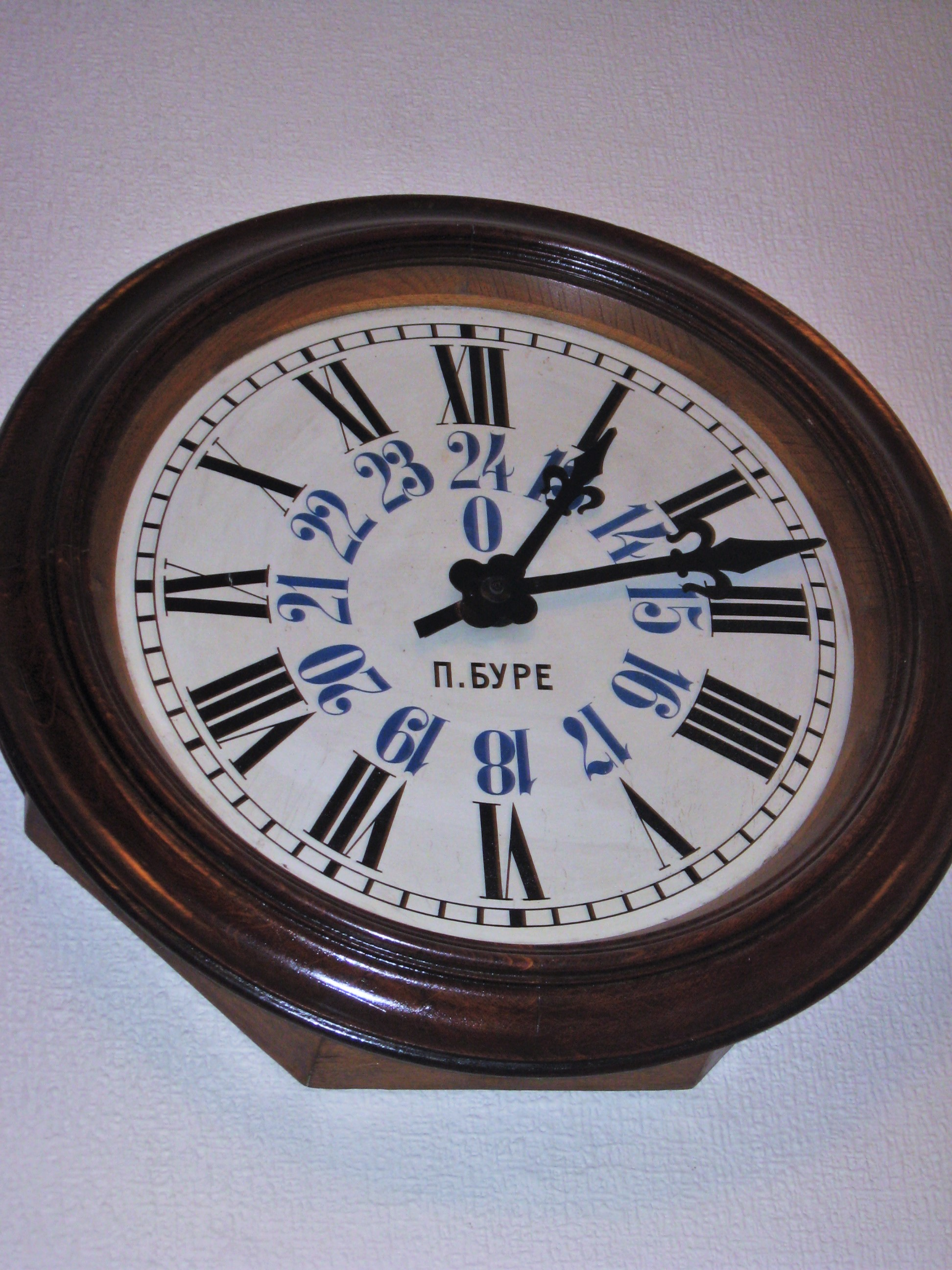
Часы «Павел Буре» на станции Пресня

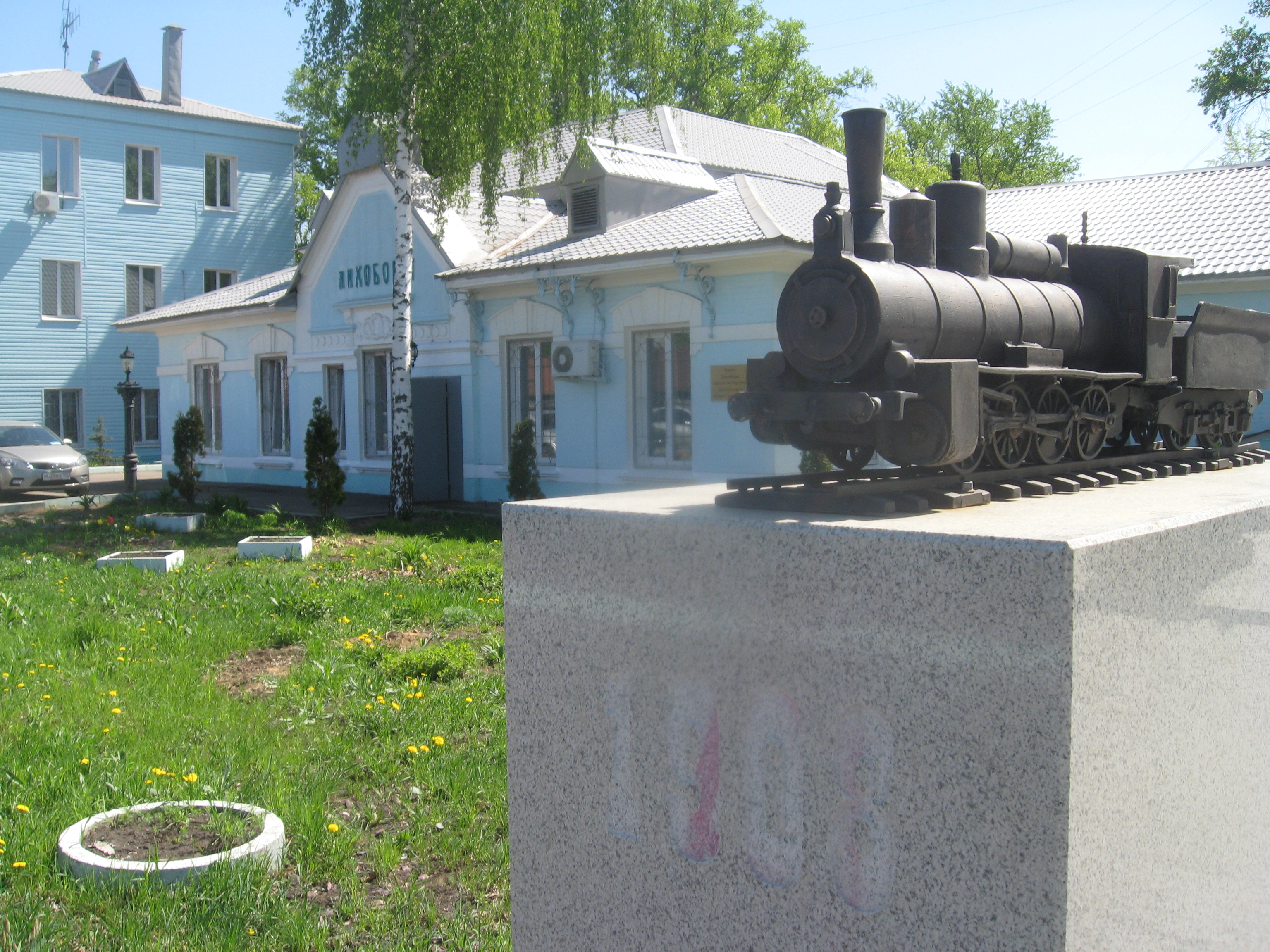
Памятник ко столетию Малого кольца на станции Лихоборы

### Эксплуатация в 1907—1941 годах
В 1907 году по Малому кольцу был отправлен первый поезд, однако полностью правительственная комиссия дорогу не приняла по двум причинам: на станции Лихоборы не был готов поворотный круг паровозов и общежитие для кондукторов, а на станции Ростокино замечено неприлегание остряков к рамным рельсам стрелочных переводов. Вскоре недоделки были устранены, и с 20 июля 1908 года было открыто регулярное движение поездов.
После окончания строительства и ввода в эксплуатацию линия была включена в состав Николаевской железной дороги. Однако тот факт, что Управление Николаевской дороги находилось в Петербурге, затруднял решение многих оперативных вопросов и в 1916 году Московско-Окружную дорогу передали в состав Московско-Курской дороги.
С первых же дней управление МОЖД столкнулось с серьёзными проблемами. Комиссия при Департаменте железнодорожных дел не стала слушать предложения на местах и утвердила тарифные ставки повышенного размера. Это привело к тому, что часть грузов стала следовать в обход московского транспортного узла, а часть шла традиционными маршрутами. Для пассажирских перевозок вместо предлагавшегося единого тарифа на движение по всему кольцу комиссия решила взимать плату повёрстно, и стоимость полного круга в вагоне первого класса составляла невероятные для того времени три рубля. Любопытно, что руководство дороги вообще предлагало отказаться от вагонов первого класса, оставив только второго и третьего, потому что пользоваться ею должны были небогатые люди, жившие на окраинах, и служащие заводов и фабрик.
В результате высоких цен и незначительной населённости районов, по которым пролегало кольцо, пассажирское сообщение оказались маловостребованным, и спустя четыре месяца после открытия дороги было и вовсе отменено. Вскоре с февраля 1909 года пассажирское движение было снова восстановлено, однако по сравнению с грузоперевозками занимало незначительное место. В 1914 году по кольцу курсировало только два пассажирских состава в сутки, перевозивших в основном работников самой дороги и редких любителей экскурсий. Дo 1917 года МОЖД также развозила по Москве рабочих и служащих прилегающих к ней предприятий, хотя пассажиров всегда не хватало. К концу 1920-х годов районы, по которым проходит трасса МОЖД, получили надёжное трамвайное и автобусное сообщение, и в 1934 году пассажирское движение по кольцу было прекращено окончательно.
В то же время для грузоперевозок дорога оказалась весьма востребованной. С транзитом через центр города было покончено, грузооборот продолжил расти. Дорога постепенно обрастала подъездными ветками, ведущими к расположенным вблизи неё фабрикам и заводам, многие из которых продолжали строиться вокруг железнодорожного кольца. Рост объёма перевозок и необходимость улучшения всей эксплуатационной деятельности Московского узла привели к тому, что в 1934 году линия выделена из Московско-Курской в самостоятельное управление — Московско-Окружная железная дорога.
В предвоенные годы машинистом на Московской Окружной железной дороге была Зинаида Петровна Троицкая, позже ставшая её начальником — первой в мире женщиной-начальником региональной железной дороги (1938—1942 годы). По примеру Троицкой перед Великой Отечественной войной на советском железнодорожном транспорте впервые в мире появились женщины среди машинистов, бригадиров пути, эксплуатационников и механиков. В 1939 году в движение «Женщины — на транспорт!» по всему СССР включились 312 тысяч женщин.

### В годы Великой Отечественной войны
Московско-Окружная дорога сыграла важную роль в период Великой Отечественной войны: осенью 1941 года по кольцу были эвакуированы из Москвы крупнейшие промышленные предприятия, а затем, когда советские войска перешли в контрнаступление, на фронт из восточных регионов страны (где располагались заводы) перебрасывались танки, тяжёлые вооружения, боеприпасы. В годы Великой Отечественной войны паровозы Окружной работали на подмосковном угле. На средства железнодорожников Малого кольца для наступающей армии был построен бронепоезд «Москва» — именно этот бронепоезд показан в кинофильме «В шесть часов вечера после войны». Музей Московской железной дороги у Павелецкого вокзала и музей в локомотивном депо Лихоборы-Окружные показывают значительную роль Московско-Окружной дороги в истории войны.
В обороне Москвы отличился машинист Михаил Герасимович Мосолов — он водил поезда к фронту, когда тот приблизился к Окружной. За 3 военных года Мосолов провёл по кольцу 1 127 тяжеловесных поездов, перевёз в них сверх нормы 715 тыс. тонн различных грузов и сэкономил почти 4800 тонн подмосковного угля. За героическую работу во время войны машиниста Мосолова наградили орденом Ленина, в 1959 году он стал Героем Социалистического Труда. Другими отличившимися машинистами паровозов были С. З. Трофимов, М. П. Марков, их помощники П. С. Сиротенко и А. А. Плотников. Среди лучших кочегаров были женщины — М. Ф. Трусова, К. Н. Белоусова и З. Г. Ромадина. Машинист Мосолов на страницах газеты «Московский железнодорожник» писал: «В конце декабря 1942 года от станции Канатчиково до станции Пресня нами был проведён тяжеловесный состав рекордного веса — на 1300 тонн больше нормы. В эту поездку отлично вела себя Зинаида Ромадина, обеспечивая превосходное отопление локомотива. Пару у нас было в избытке!».

### В послевоенный период

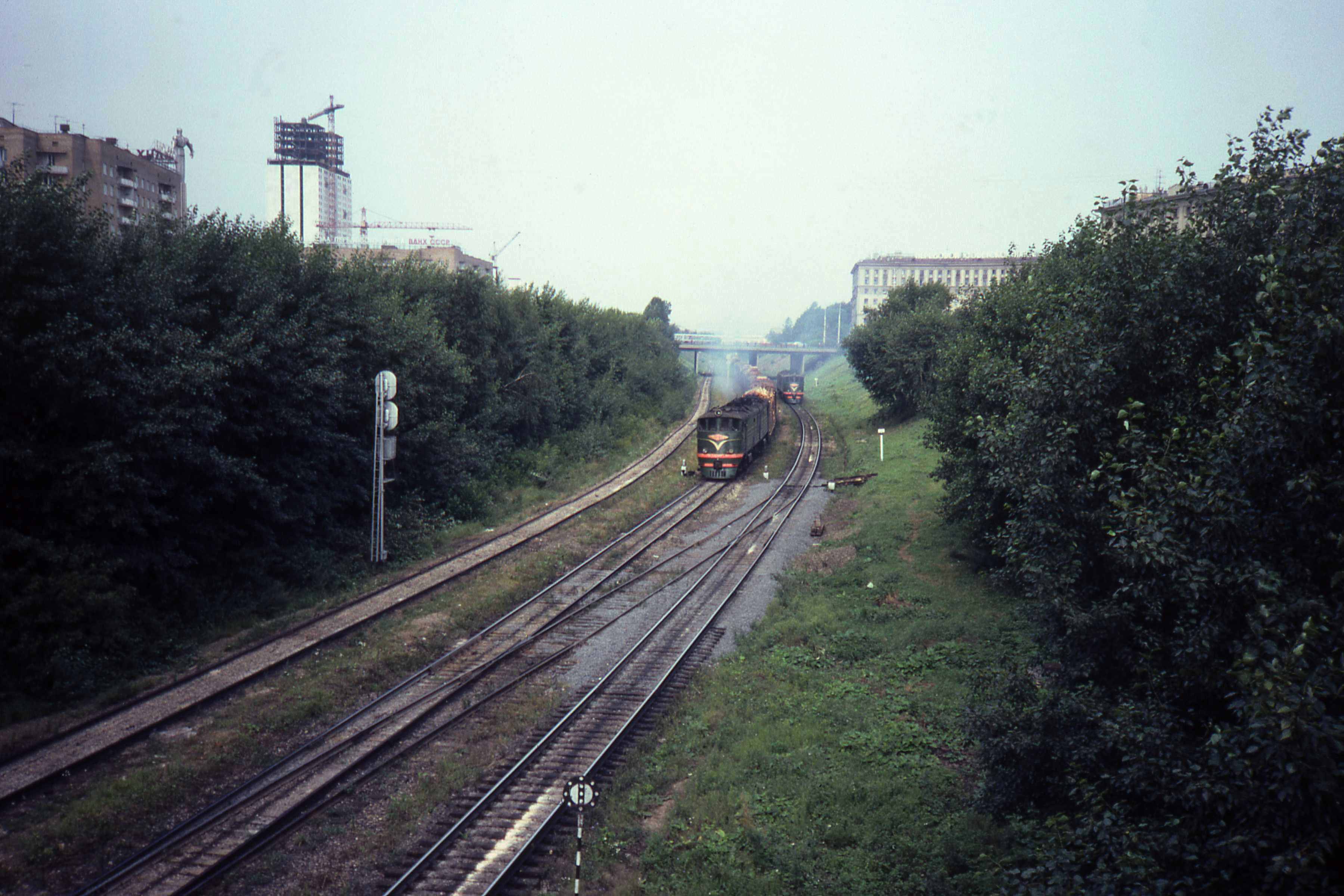
Тепловозы ТЭ3 на МК МЖД, 1982 год

После войны одновременно с переводом Московского железнодорожного узла на электротягу встал вопрос об электрификации Малого кольца (именно такое название МОЖД получила после завершения строительства Большого кольца в 1944 году). Первые предложения по этому поводу прозвучали ещё 1946 году, однако без полномасштабных и дорогостоящих работ сделать это было невозможно. К 1950 обнаружился основной недостаток сооружений МОЖД: старые мосты с низкими порталами не позволяли просто и дёшево электрифицировать трассу. Поэтому, когда по радиальным городским железным дорогам пустили пассажирские электропоезда, Малое кольцо опять осталось без пассажирского движения, а паровозная тяга через некоторое время была заменена тепловозной. Тем не менее к вопросу необходимости электрификации линии возвращались постоянно — и во время XX съезда КПСС 1956 года, и в генеральной схеме размещения производительных сил 1966-го, и в очередном проекте электрификации 1996-го. Неоднократно поднимался вопрос и о возвращении пассажирского движения: в 1952-м, 1966-м (тогда даже был определён тип подвижного состава, который предполагалось использовать), в конце 1980-х, 1995-м и 2001 годах. Однако из-за высокой стоимости необходимой реконструкции мостов и необходимости сооружения новых пассажирских платформ в местах, удобных для пересадки на другие виды транспорта, эти планы так и не были воплощены в XX веке.
В 1959 году линия была включена в состав Московской железной дороги как Московско-Окружное отделение. В 1970-х были построены новые подъездные пути. В 1980-е годы через Малое кольцо ежесуточно следовало до 18 тыс. вагонов. По станции Кожухово завод ЗИЛ отправлял до 320 вагонов ежесуточно, примыкающая к Кольцу станция Южный Порт отправляла до 100 вагонов в сутки.
В 1995 году Московско-Окружное отделение было объединено с Каширским, образовав Московско-Павелецкое отделение, в состав соответствующих подразделений этого отделения вошли вагонное депо Лихоборы, дистанции пути, сигнализации централизации блокировки, связи и гражданских сооружений. Однако это отделение просуществовало недолго: в 2001 году Московско-Павелецкое отделение было присоединено к Московско-Курскому. В 2005 году локомотивное депо Лихоборы было упразднено и на правах участка объединено с локомотивным депо Люблино. В 2011 году в связи с упразднением отделений, Малое кольцо оказалось в Московско-Курском регионе МЖД, а его станции вошли в Московско-Курский центр организации работы железнодорожных станций ДЦС-1.
В 2001 году в связи со строительством участка Третьего транспортного кольца западная часть станции Канатчиково, проходившая до этого в выемке, была преобразована в подземный участок — Гагаринский тоннель. При этом в конструкциях была построена подземная платформа Площадь Гагарина с переходом в метро как задел под будущее пассажирское движение.

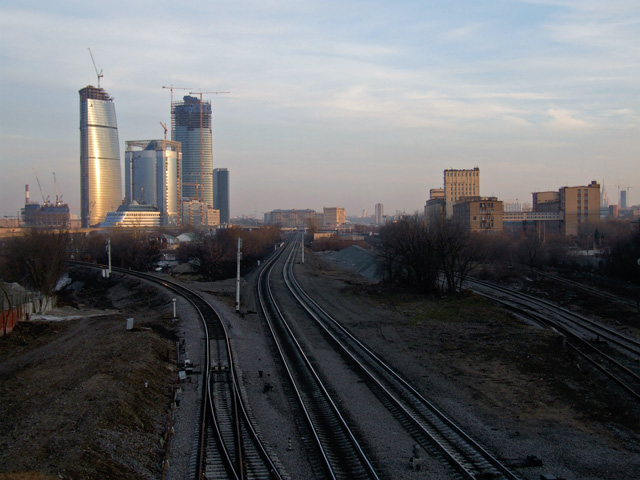
Малое кольцо Московской железной дороги в районе Москва-Сити, 2007 год

По состоянию на 2012 год на Малом кольце имелось 12 действующих грузовых станций, 110 искусственных сооружений, из них 74 путепровода и шесть мостов. Развёрнутая длина всего кольца — 178,2 км. Межстанционные перегоны двухпутные, движение поездов организовано по двусторонней автоблокировке. Все станции Малого кольца имеют одностороннее расположение приёмо-отправочных путей на внешнюю сторону относительно главных путей и не имеют жёсткой специализации по направлениям движения. Полезная длина приёмо-отправочных путей станций Малого кольца составляет 850 м. Подъездные пути, грузовые районы станций, маневровые вытяжки изолированы от маршрутов пропуска грузовых поездов. Всего к станциям Малого кольца примыкал 131 подъездной путь, на которых обслуживалось 159 предприятий, к 2013 году осталось 49 предприятий.
В 2000-х и начале 2010-х годов, до начала полномасштабной реконструкции, на линии существовало масштабное грузовое движение с тепловозной тягой: среднесуточные размеры движения по кольцу составляли 30—35 пар поездов в сутки; среднесуточная передача поездов между кольцом и радиальными направлениями — более 70 пар поездов в сутки. В год на Малом кольце выгружалось около 90 000 вагонов, доля строительного комплекса составляла две трети от общих объёмов выгрузки. Среднесуточная грузовая работа на Малом кольце составляла 325 вагонов, год от года имея тенденцию к уменьшению. По решению ОАО «РЖД», в 2012 году с Малого кольца убраны все транзитные грузопотоки, которые выведены на Большое кольцо. К 2018 году в связи с открытием пассажирского движения и выводом многих предприятий из Москвы годовая выгрузка на кольце сократилась до 14 000 вагонов.
Наряду с грузовым движением, в конце 2000-х — начале 2010-х годов на дороге также присутствовало пассажирское движение ретропоездов с паровозами в экскурсионном режиме. Отличительной особенностью Малого кольца по сравнению с радиальными линиями было отсутствие электрификации и наличие исторических станций уникальной архитектуры, что позволяло больше приблизить атмосферу поездки на поезде с паровозной тягой к эпохе первой половины XX века. Ретропоезда обычно отправлялись с вокзалов Москвы (чаще всего — Рижского и Киевского) и затем съезжали на Малое кольцо, где делали от одной до нескольких остановок возле исторических вокзалов его станций. Однако цены на проезд в таких поездах на порядок превосходили обычную стоимость проезда в городском транспорте, ввиду чего поезда использовались только в роли аттракциона для любителей железных дорог.
Осенью 2010 сквозное движение по Малому кольцу прекращено и само кольцо «разорвано» в районе станции Лефортово в связи со строительством эстакады Четвёртого транспортного кольца, проходящего прямо над станцией. Тогда же демонтированы главные железнодорожные пути на станции Лефортово. Сквозное движение поездов через Лефортово возобновилось в феврале 2013 года.
После начала полномасштабной реконструкции объём грузового движения существенно снизился и на ряде участков движение было временно прекращено, а движение ретропоездов отменено.

### Реконструкция в 2012—2016 годах

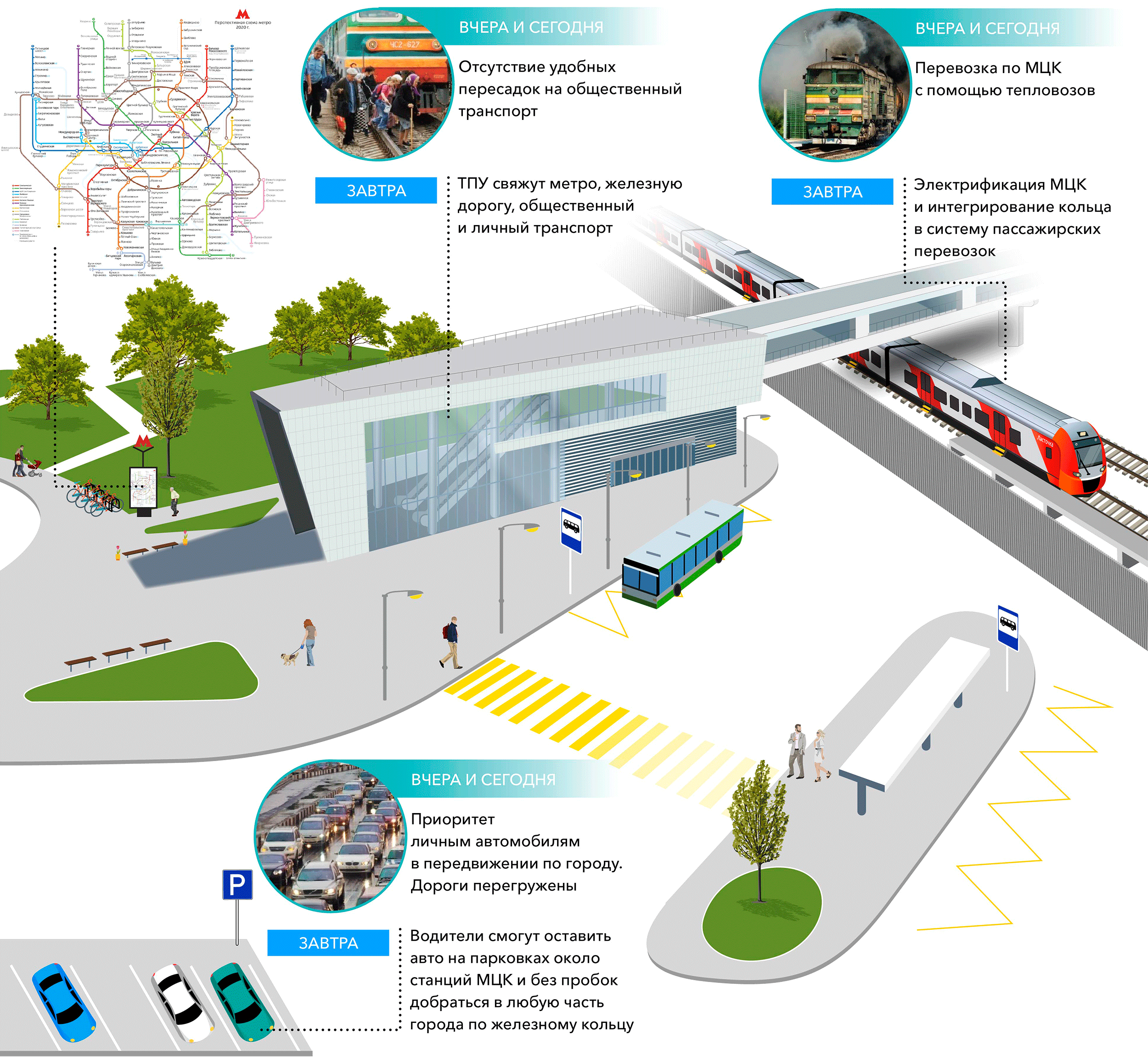
Пример проекта Транспортно-пересадочного узла на МЦК

#### Проектные работы
Снижение грузовой активности на кольце при сохраняющихся высоких затратах на его содержание и эксплуатацию, при огромных площадях, которое оно занимает в центре Москвы, стало одной из главных причин, побудивших власти Москвы в очередной раз задуматься об организации пассажирского движения по Малому кольцу в начале 2000-х годов. Первый современный проект реконструкции кольца с превращением его в скоростную линию с пересадками на станции Московского метрополитена и платформы пригородных направлений появился в 2001 году. Первичное же соглашение о реализации проекта пассажирской магистрали Правительство Москвы и руководство «РЖД» подписали только в 2008 году.
Для реконструкции кольца и запуска пассажирского движения по нему в 2011 году РЖД и Правительство Москвы на паритетных условиях учредили совместную компанию ОАО «МКЖД», при этом каждая из сторон продолжала инвестировать в проект и самостоятельно. В сентябре 2015 года стало известно, что компания РЖД покидает ОАО «МКЖД», а её долю выкупает правительство Москвы. По данным газеты «КоммерсантЪ», причина состояла в том, что железнодорожный холдинг, переживающий проблемы с финансированием своей инвестпрограммы, не готов далее финансировать проект и участвовать в докапитализации МКЖД на 13,4 млрд руб.
Проект организации кольцевой линии городской электрички в составе транспортной сети Москвы был разработан в рамках долгосрочной программы «Город, удобный для жизни», концепции обеспечения транспортной доступности в Московском регионе, развития транспортной системы столицы, избавления города от пробок. 11 июня 2011 года проект МКЖД одобрен на встрече председателя правительства РФ Владимира Путина и главы ОАО «РЖД» Владимира Якунина.
Новый большой этап реконструкции Малого кольца был начат в 2011 году. В городском бюджете на 2011 на проектирование реконструкции было выделено около 2,5 млрд рублей, ещё 2,5 млрд рублей на эти цели выделило ОАО «РЖД». Эти средства являются вкладами сторон в уставной капитал ОАО «МКЖД». В 2012 на реализацию проекта консолидировано выделено из бюджетов 7 млрд руб. В 2013 году на реконструкцию железнодорожной инфраструктуры кольца Московской железной дороге выделено 13,2 млрд руб, в 2014 году — 16 млрд рублей.
В 2011—2012 годах разработана проектная документация на инфраструктуру, подготовлены градостроительные обоснования, проекты планировки территорий и документация для строительства транспортно-пересадочных узлов (ТПУ). НИИ «Мосжелдорпроект» и ряд других профильных институтов выполнили проектные изыскания.
Первоначально пассажирское движение по кольцу планировалось запускать в четыре этапа: движение по первой очереди Пресня — Канатчиково протяжённостью 9 км с шестью станциями без сооружения третьего главного пути собирались запустить в конце 2014, а вторую, третью и четвёртую очередь, составляющие участки Пресня — Лефортово — Канатчиково длиной 45 км, с сооружением третьего главного пути, 15 транспортно-пересадочных узлов и восьми станций, предполагалось ввести в эксплуатацию до конца 2015 года. Однако главный инженер МЖД Сергей Вязанкин советовал не торопиться с ожиданиями, поскольку проект оказался слишком масштабным и сложным.
В марте 2012 глава транспортного департамента Правительства Москвы Максим Ликсутов потребовал от ОАО «МКЖД» запустить пассажирскую линию уже в 2014 году, причём от этапности запуска решено было отказаться, пассажирский пересадочный контур планировалось ввести в эксплуатацию весь целиком. Позиция Московской железной дороги оставалась прежней: ранее 2015 года проект вряд ли мог быть технически осуществлён, однако было сделано всё возможное для ускорения строительства. 19 сентября 2012 года на совещании по транспорту у премьер-министра Д. Медведева в Одинцове, проводившемся в шатре возле строящейся автотрассы, мэр Москвы Сергей Собянин в присутствии узкого круга руководителей признал, что электрички по Малому кольцу пустят только к 2020 году. Впоследствии интенсивность строительства магистрали и транспортно-пересадочных узлов существенно возросла за счёт значительного увеличения к 2015—2016 годам инвестиций в строительство и численности строителей до 4000 человек, перехода стройки на круглосуточный режим.
В апреле 2012 старший вице-президент, главный инженер ОАО «РЖД» Валентин Гапанович уточнил, что после запуска пассажирской линии грузовое движение по Малому кольцу будет осуществляться только ночью, а третий главный путь будет построен короче, чем ранее планировалось, на 37-километровом участке Пресня — Лефортово — Угрешская. В 2013 году было уточнено, что круглосуточное грузовое движение по кольцу сохранится, хотя и станет значительно менее интенсивным, оно будет вынесено на третий главный путь. В 2014 году уточнённое технико-экономическое обоснование проекта сократило третий главный путь до 33 км — от Пресни через Лихоборы до Андроновки, при этом передаточная ветвь Андроновка — Люблино-Сортировочное также выполняет функцию третьего главного пути.

#### Реконструкция инфраструктуры

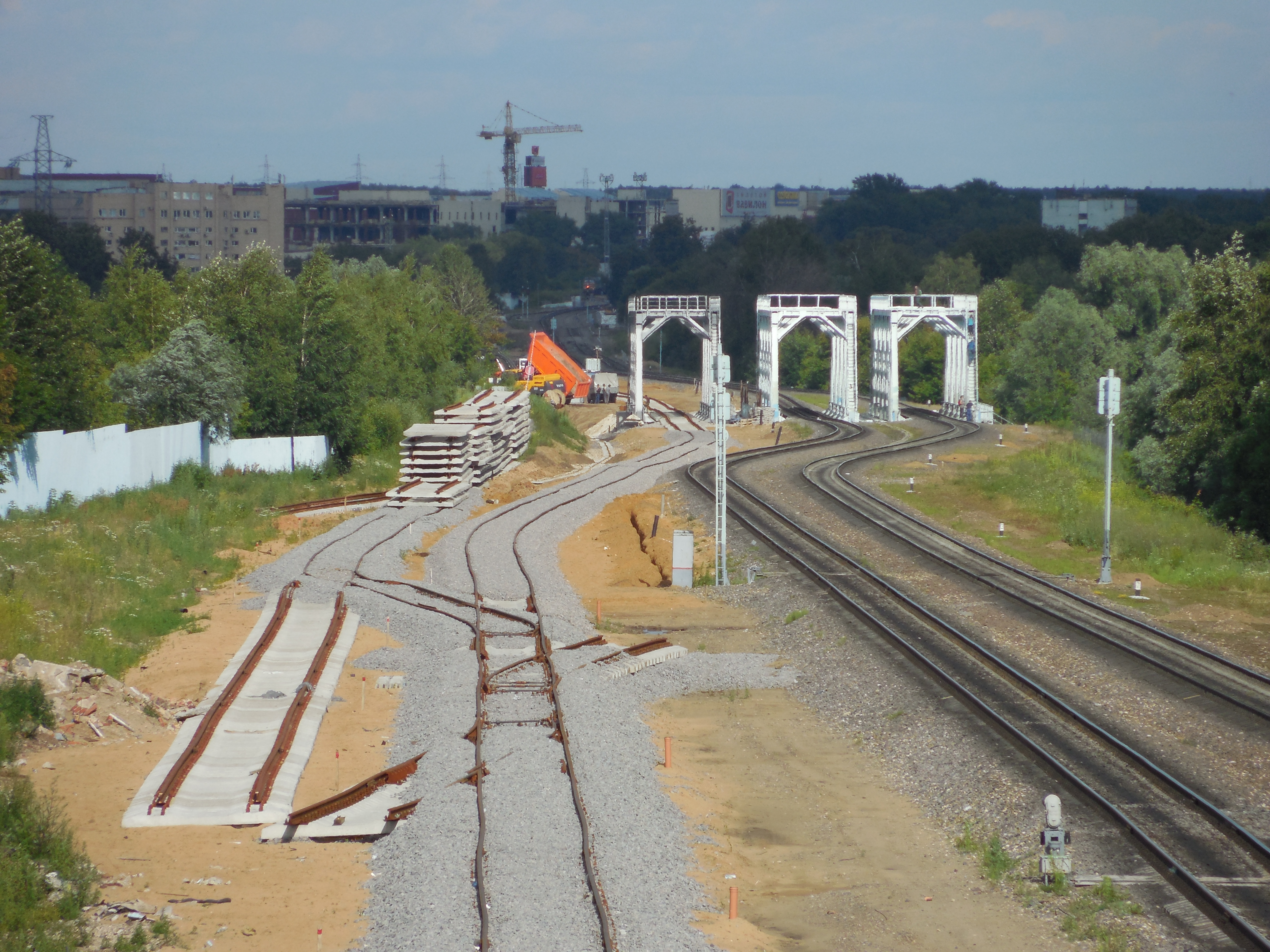
Сооружение третьего главного пути для грузового движения на перегоне Владыкино-Московское — Ростокино

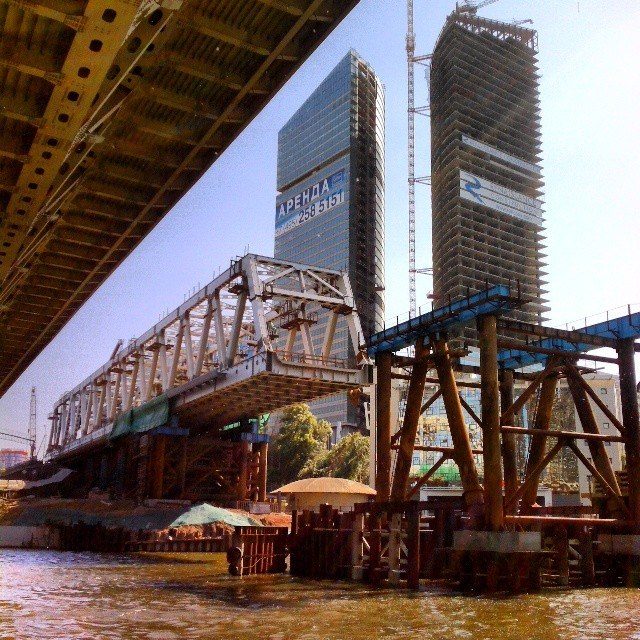
Строительство нового моста через р. Москву, май 2014 года

Реконструкция МКЖД для возможности запуска движения городской электрички осуществлена в период с 2012 по 2016 год. В ходе реконструкции была проведена замена путей на бесстыковые для бесшумного движения поездов, произведена реконструкция мостов, осуществлена электрификация линии, сооружены остановочные пункты, интегрированные с транспортно-пересадочными узлами, сооружён третий главный путь на большей части кольца для грузового движения, обновлена система сигнализации и автоблокировки на линии. В ходе реконструкции кольца за пределы города были выведены пять грузовых дворов, всего в сферу благоустройства попало 8,5 тысячи га столичной территории.
Во второй половине 2012 года начались строительно-монтажные работы. В 2013 году были начаты масштабные работы по реконструкции линии — начала осуществляться переукладка старых путей на новые бесстыковые и демонтаж многих старых мостов, в результате чего в ряде мест все главные пути самой МК МЖД и съездов с неё на радиальные направления были разобраны, что привело к разрыву движения грузовых поездов на этих участках; на некоторых участках для сохранения движения оставался неразобранным один главный путь. За это время было необходимо разобрать насыпь, демонтировать западный путепровод над смоленским радиальным направлением МЖД, построить железнодорожную эстакаду в районе Московского международного делового центра «Москва-Сити», реконструировать левобережный устой Дорогомиловского моста, электрифицировать участок и построить пассажирские остановочные пункты.
С апреля 2013 года участок Пресня — Канатчиково был закрыт на комплексную реконструкцию, в связи с чем на нём было приостановлено до начала 2014 года организованное движение грузовых поездов. Также в связи с демонтажом старых путепроводов и заменой путей движение было полностью разорвано на ряде других участков, в том числе Пресня — Серебряный Бор и Андроновка — Угрешская. По состоянию на вторую половину 2015 года, велось строительство нескольких мостов, ввиду чего движение оставалось разорванным.
С 3 мая 2014 года действующими по параграфу грузовых операций были оставлены станции Черкизово, Лефортово, Лихоборы, Пресня, а также примыкающая к кольцу станция Новопролетарская. Остальные станции сохранят небольшие объёмы местной грузовой работы.
12 марта 2016 года вице-мэр Москвы по строительству и градостроительной политике Марат Хуснуллин объявил, что готовность кольца составляет уже 90 %, 2 июля президент ОАО «РЖД» Олег Белозёров сообщил о 97-процентной готовности. 28 марта 2016 года и 2 июля 2016 года мэр Москвы Сергей Собянин, министр транспорта РФ Максим Соколов и Белозёров совершили контрольно-инспекционные поездки по МКЖД.
С апреля 2016 года начала функционировать Московско-Окружная дистанция инфраструктуры Московской дирекции инфраструктуры, созданная на базе технических средств дистанций пути, электроснабжения, сигнализации, централизации и блокировки. Система автоблокировки (АБ) предусмотрена с интервальным регулированием на базе аппаратуры Ebilock и АБТЦ-МШ, позволяющей варьировать межпоездные интервалы движения, увеличивать и уменьшать блок-участки в зависимости от пассажиропотока. Это даст возможность обеспечить рост пассажиропотока за счёт такта, а не за счёт больших скоростей, которые не будут превышать 80 км/ч из-за множества остановочных пунктов и малого расстояния между ними.
В первой половине 2016 года была завершена реконструкция и электрификация МКЖД, проложен третий главный путь для грузового движения на 2/3 протяжённости кольца (кроме 17-километрового участка Пресня — Канатчиково — Угрешская, где из-за наличия сложных мостов через Москву-реку и Гагаринского тоннеля, примыкания Третьего транспортного кольца, городской инфраструктуры и особенностей рельефа третий главный не был проложен). По состоянию на конец второго квартала 2016 года, работы по реконструкции дороги были выполнены на 97 %, при этом были закончены укладка пути и электрификация, что позволило начать эксплуатацию электропоездов на полном кольцевом маршруте. Однако линия на тот момент ещё не была готова принять первых пассажиров, поскольку к тому моменту значительная часть пассажирских платформ продолжала строиться.

#### Строительство пассажирских остановочных пунктов

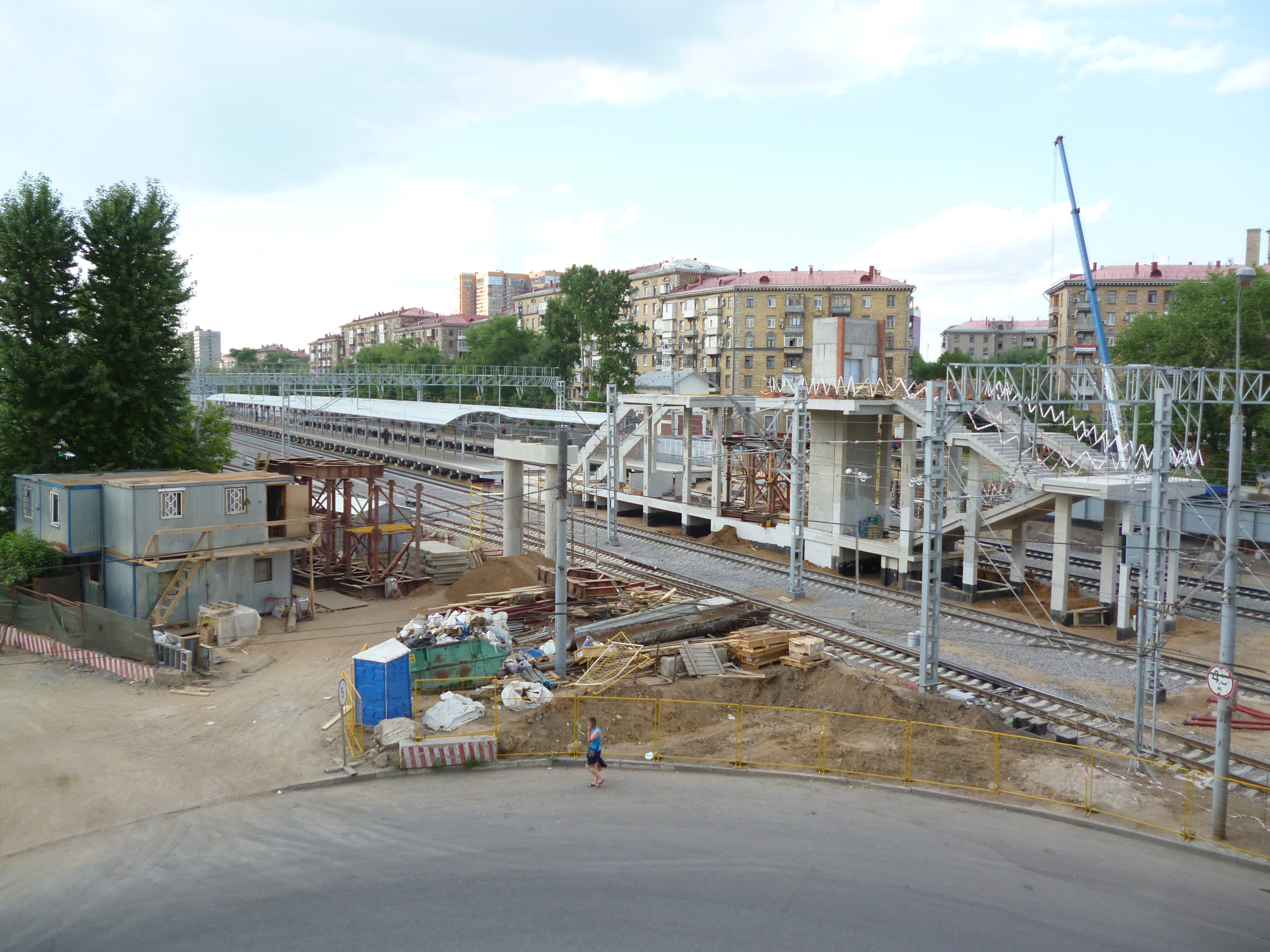
Строительство здания вестибюля и надземного пешеходного перехода платформы Панфиловская

На пассажирской линии был сооружён 31 остановочный пункт для городской электрички, все они, по данным гендиректора ОАО «МКЖД» Михаила Хромова, были выполнены по оригинальным проектам. Платформы строились как на перегонах, так и в границах технических станций. При этом на всех технических станциях и перегонах были заменены пути. Все платформы были высокими и сооружались с нуля. При этом существующие низкие платформы возле зданий исторических станций сохранились в изначальном виде.
К моменту начала реконструкции уже существовала подземная станция Площадь Гагарина, которая была построена при строительстве Третьего транспортного кольца в 2001 году вместе с формированием Гагаринского тоннеля, в 2013—2016 годах она была реконструирована и получила отделку стен.
Из новых раньше всего (в конце 2013 года) было начато строительство остановочного пункта Лужники. Кроме того, в 2014 году был создан задел (короткая платформа) под остановочный пункт Шоссе Энтузиастов.
Непосредственное строительство большинства остальных остановочных пунктов началось весной 2015 года: Коптево, Балтийская, Лихоборы, Окружная, Владыкино, Локомотив, Измайлово, Стрешнево, Соколиная Гора, Андроновка, Угрешская, ЗИЛ, Новохохловская, Дубровка, Автозаводская, Панфиловская, Зорге, Бульвар Рокоссовского, Москва-Сити, Хорошёво. Летом 2015 года было начато возведение платформ Кутузовская, Ботанический сад, осенью продолжилось строительство платформы Шоссе Энтузиастов, Шелепиха, Белокаменная. Станция Ростокино начата зимой 2016 года, строительство станций Крымская и Верхние Котлы начато в феврале-марте 2016 года. Вестибюли этих станций в большинстве начаты гораздо позже. Сходы в город и переходы между платформами построены в 2016 году.
Самым сложным и долгостроящимся объектом оказался ТПУ на пересечении МКЖД и Горьковского направления МЖД. Для строительства узла из двух новых станций метро («Нижегородская» Большой кольцевой и Некрасовской линий) и станции МЦК Нижегородская (а также переноса станции Нижегородская (Карачарово) ближе к ним) были полностью разобраны насыпь и путепровод Малого кольца, начато масштабное строительство. Возведение самой платформы Нижегородская было начато гораздо позже, ближе к середине 2016 года.
Помимо указанных остановочных пунктов планировалась и обозначалась на схемах 32-я станция Пресня (в границах одноимённой технической станции), решение о её строительстве не было принято.
К середине 2017 года было закончено строительство всех 31 остановочных пунктов и подавляющего большинства сходов и вестибюлей.

### Эксплуатация после реконструкции
Запуск тестового движения пассажирских электропоездов на линии состоялся в мае 2016 года на опытном участке Канатчиково — Лихоборы, а с 4 июля 2016 года по окончании реконструкции и электрификации главных путей они начали тестовую обкатку всей линии. Первоначально по кольцу с заниженными скоростями курсировали только электропоезда ЭС2Г «Ласточка», которые впоследствии стали использоваться для пассажироперевозок, при этом на момент открытия движения в депо имелась только половина их парка. Позднее для полной загрузки инфраструктуры МКЖД ввиду временного отсутствия в депо достаточного количества «Ласточек», часть которых ещё не поступила с завода, к испытаниям на непродолжительное время привлекли 12 дополнительных электропоездов отечественной разработки серий ЭД4М, ЭТ2М и ЭР2Т, снятых с пригородных маршрутов, при этом их дальнейшая эксплуатация на кольце не планировалась.
Запуск линии с пассажирами состоялся 10 сентября 2016 года, с 11 сентября городская электричка эксплуатируется в штатном режиме, осуществляя перевозки с 5:30 до 1:00 аналогично метро. При этом на линии продолжается грузовое движение в уменьшенном объёме перевозок, преимущественно в ночное время, а также транзитное движение некоторых передаваемых между линиями поездов.

## Инфраструктура
Линия имеет на всём протяжении два электрифицированных главных пути, в северной части на протяжении большей части линии также имеется третий электрифицированный главный путь для грузового движения. Длина линии составляет 54 км. На территории локомотивного депо Лихоборы-Окружные и у части путей грузовых парков электрификация отсутствует.
В районах пересечений Малого кольца с радиальными направлениями МЖД между ними и кольцом в большинстве случаев имеются соединительные передаточные ветви, значительная часть которых по состоянию на осень 2016 года остаётся неэлектрифицированной. Часть соединительных ветвей является однопутными, часть — двухпутными. Также Малое кольцо имеет множество ветвей к промышленным предприятиям города.
В северо-восточной горловине станции Угрешская имеется соединительная ветвь с системой Московского трамвая, ведущая к базе ГУП «Мосгортранс», ранее использовавшаяся для передачи новых трамвайных вагонов и перевозки хозяйственных грузов в систему трамвая. Со стороны трамвайной сети большая часть соединительной ветви имеет трамвайную электрификацию 550 В постоянного тока, но в зоне примыкания к Малому кольцу съезд неэлектрифицирован.
На протяжении линии имеется 12 действующих станций с грузовыми парками (действующими по параграфу грузовых операций оставлено 3 станции) и 31 действующая пассажирская платформа.
На Малом кольце действует единственный тоннель, Гагаринский — под площадью Гагарина, трёхъярусный, длина его 900 м.
Имеется два одноуровневых переезда. В границах станции Владыкино-Московское находится переезд соединительной ветви Владыкино — Бескудниково с Сигнальным проездом, второй переезд соединительной ветви Серебряный Бор — Подмосковная со Светлым проездом находится в границах станции Серебряный Бор. Оба переезда оборудованы шлагбаумом, при нём — пост. В сутки через переезды курсирует 5—7 пар полносоставных поездов.

### Станции и остановочные пункты

#### Исторические станции

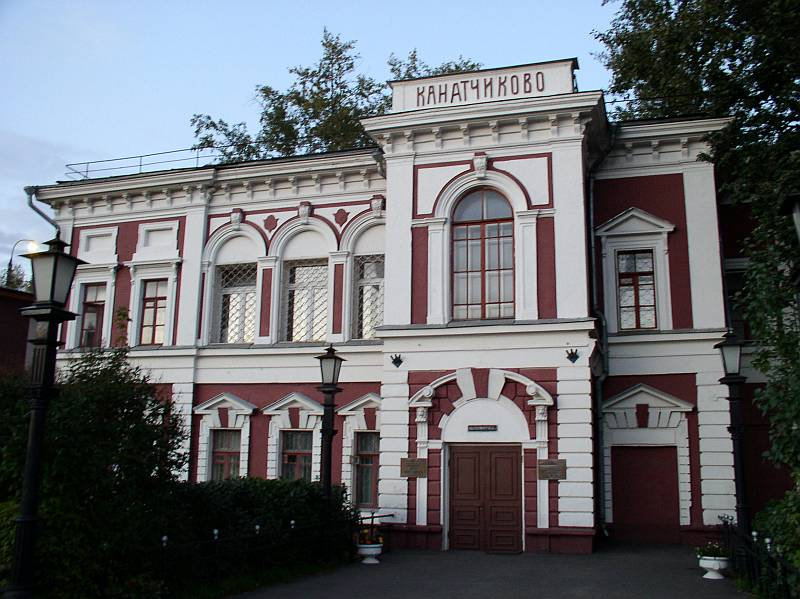
Здание станции Канатчиково

Станции были построены в 1908 году одновременно со строительством линии и предназначались в первую очередь для грузового сообщения, также на перегонах между ними было построено несколько полустанков. С внутренней стороны кольца станции имеют исторические вокзальные здания с низкими пассажирскими платформами вдоль одного из путей, которые ранее использовались для остановок пассажирских и экскурсионных поездов, но для нового пассажирского движения электропоездов они задействованы не были. С внешней стороны кольца на территории станций имеются парки для грузовых поездов и служебные строения для разгрузки вагонов, часть из которых также являются историческими зданиями.
По состоянию на 2017 год на кольце имеется 12 действующих станций (в порядке возрастания километража):
1. Владыкино-Московское
2. Ростокино
3. Белокаменная
4. Черкизово
5. Лефортово
6. Андроновка (включая два парка А, Б)
7. Угрешская
8. Кожухово
9. Канатчиково
10. Пресня (состоит из парков Пресня и Кутузово)
11. Серебряный Бор
12. Лихоборы (состоит из двух парков Лихоборы и Братцево)

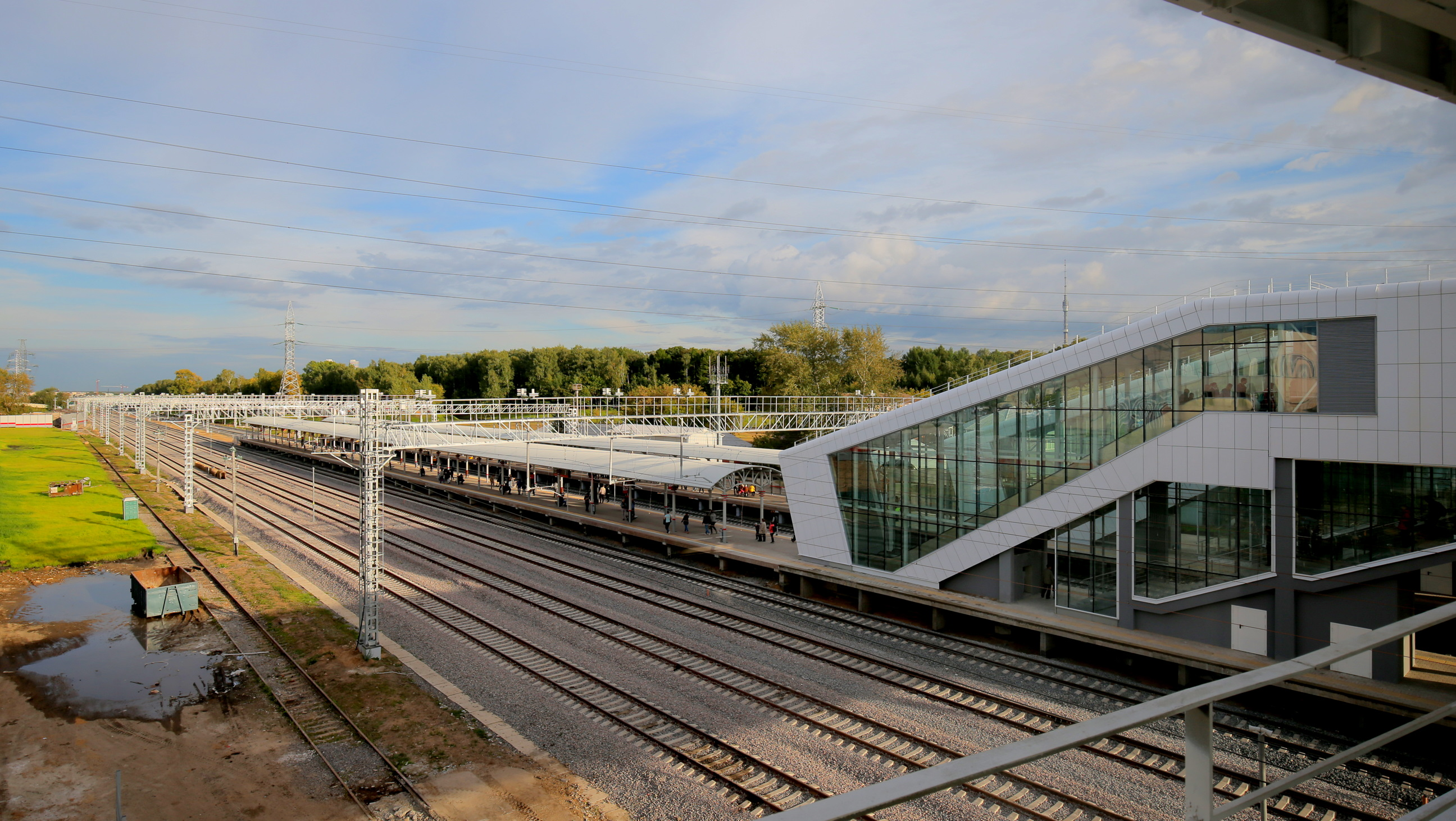
Станция Владыкино-Московское
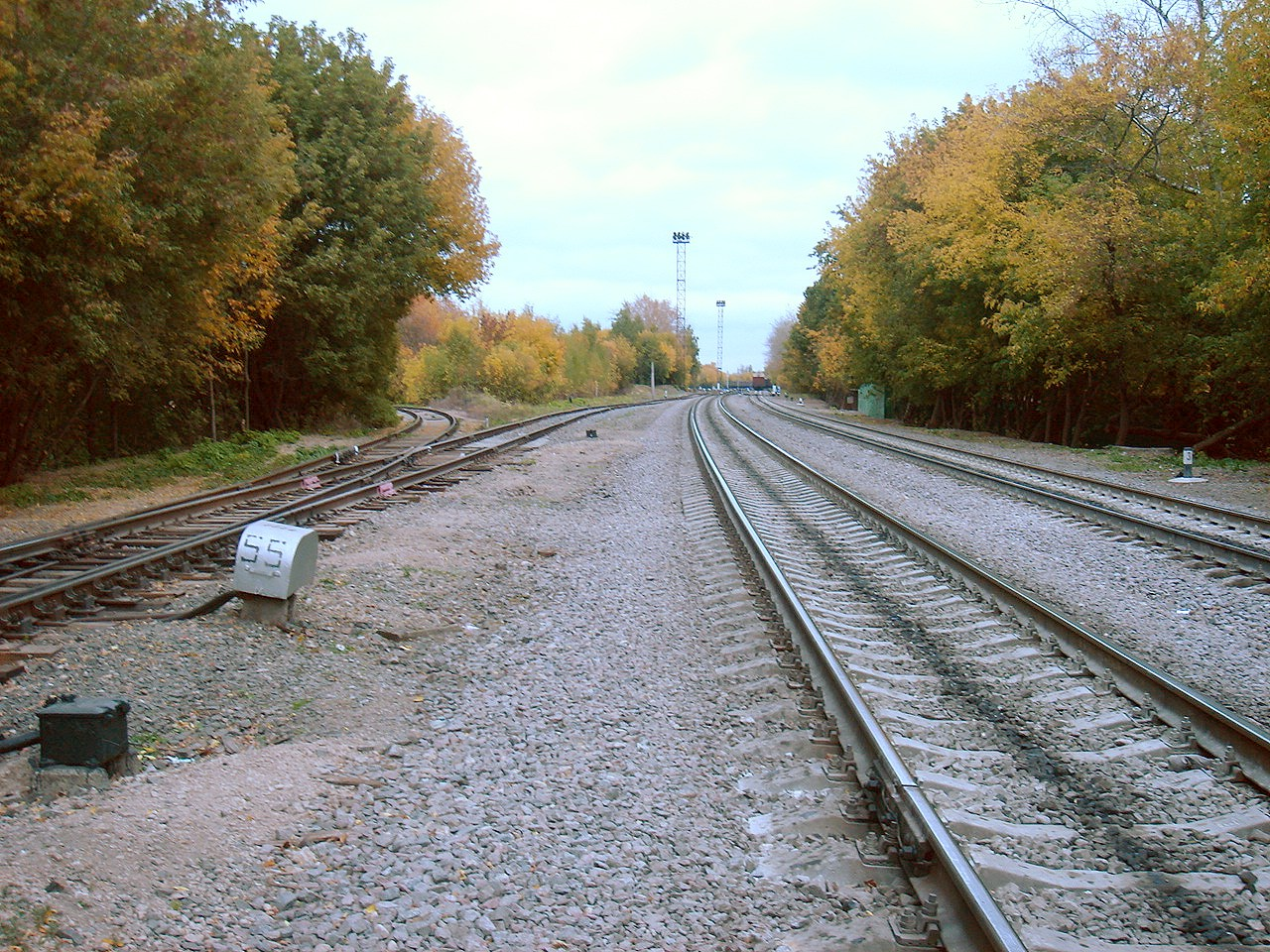
Западная горловина станции Ростокино
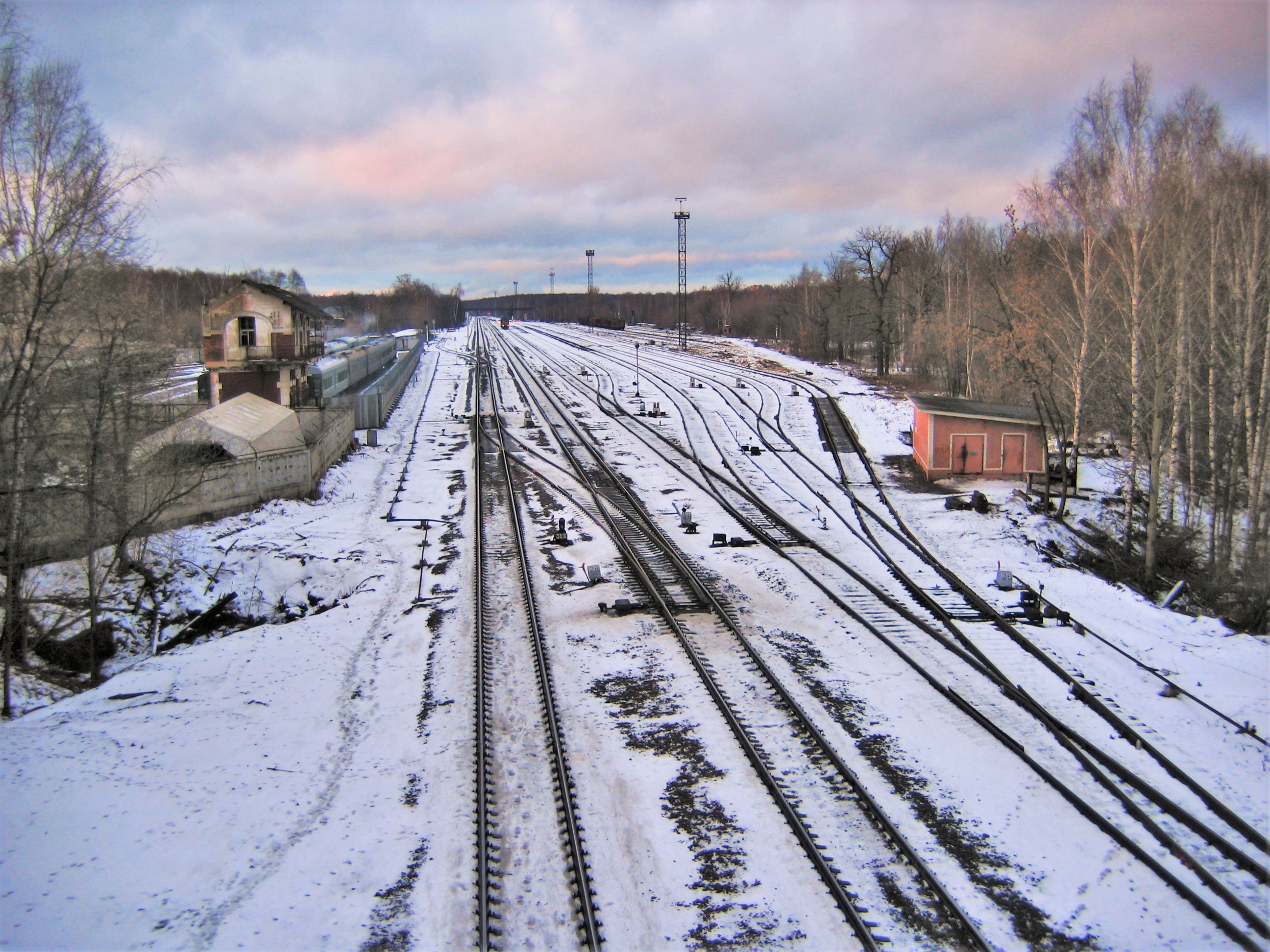
Станция Белокаменная
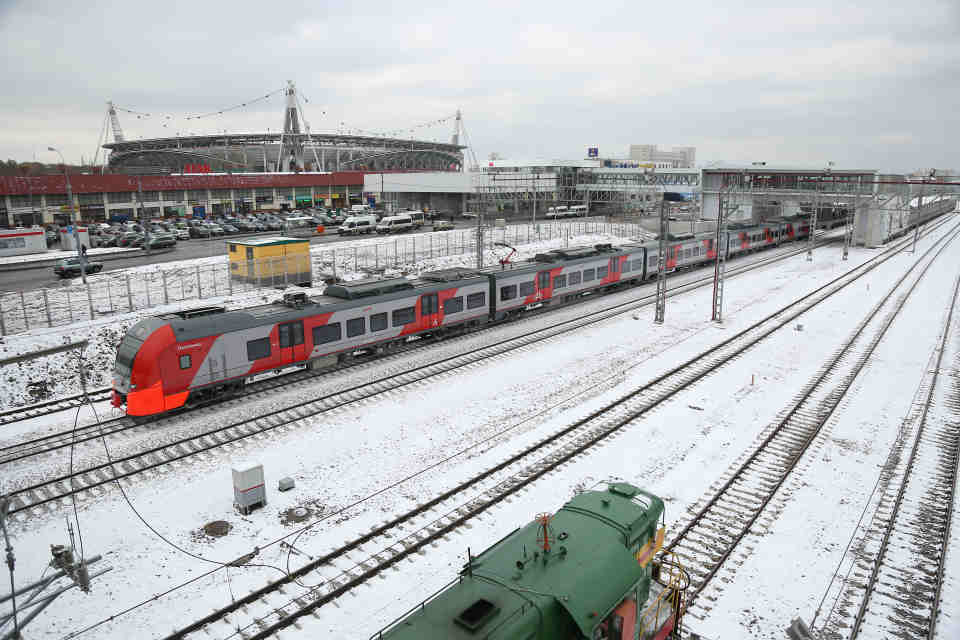
Станция Черкизово
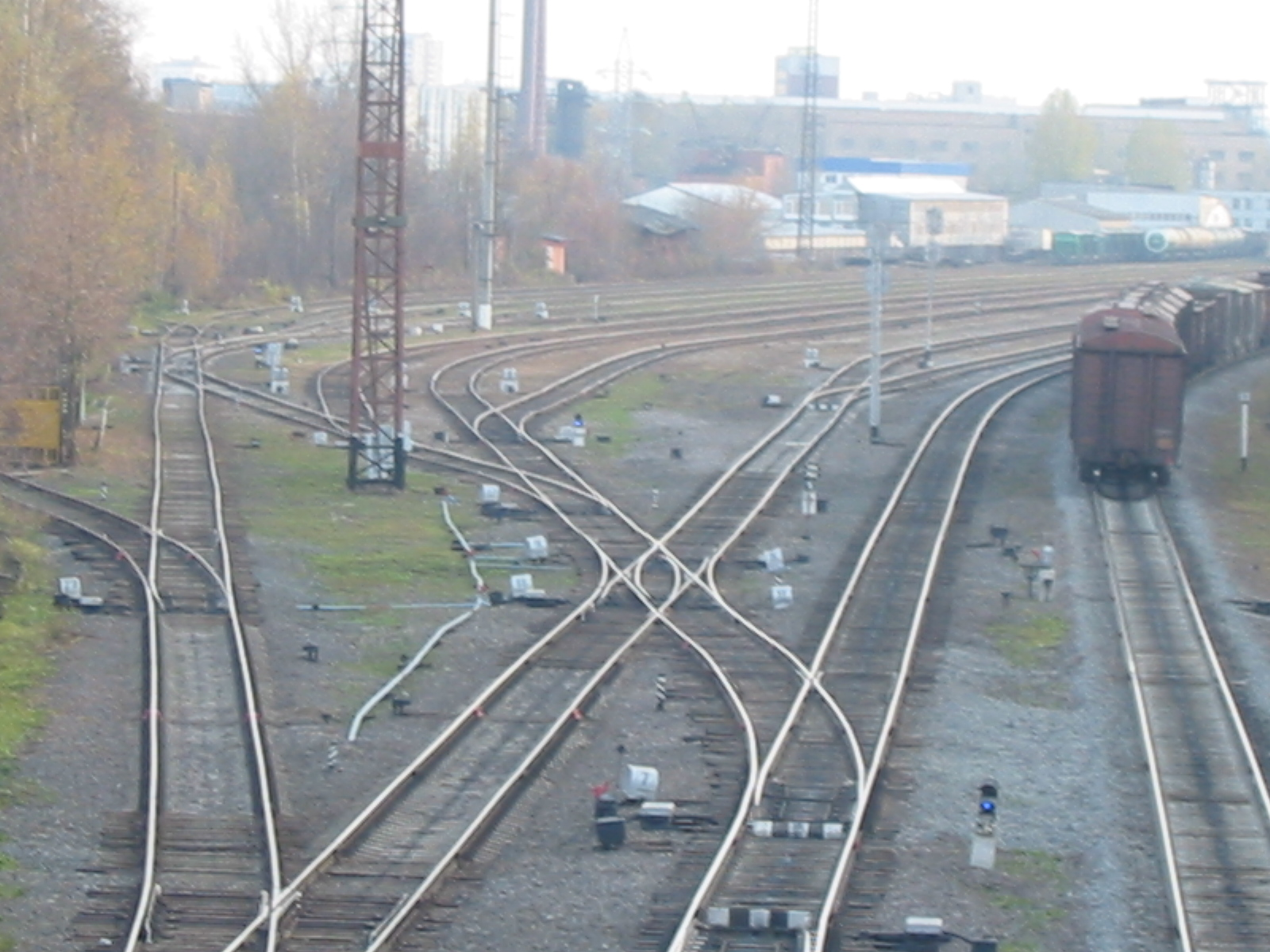
Станция Лефортово до реконструкции
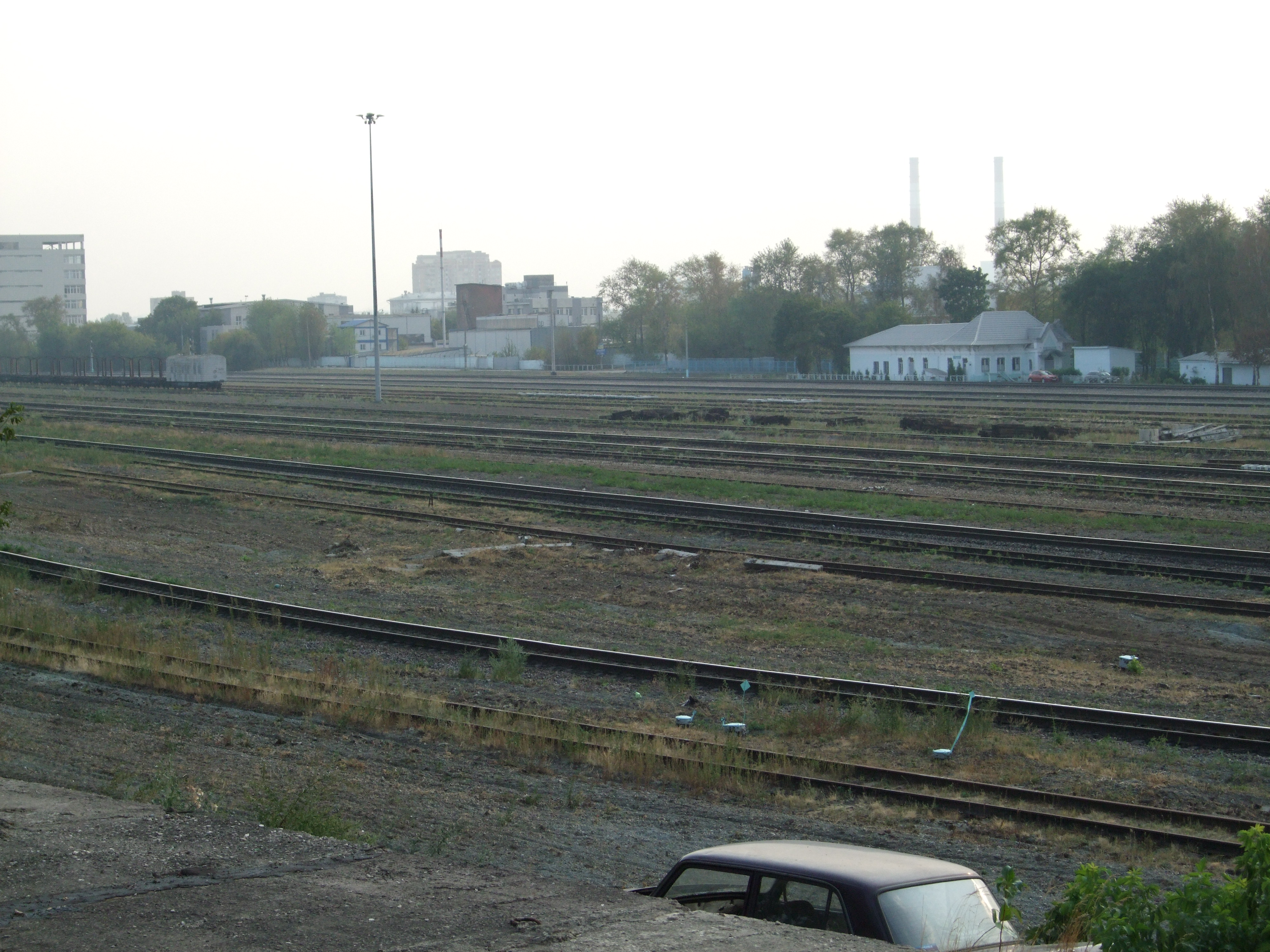
Станция Андроновка. Вид со стороны шоссе Фрезер, с крыши гаражного кооператива
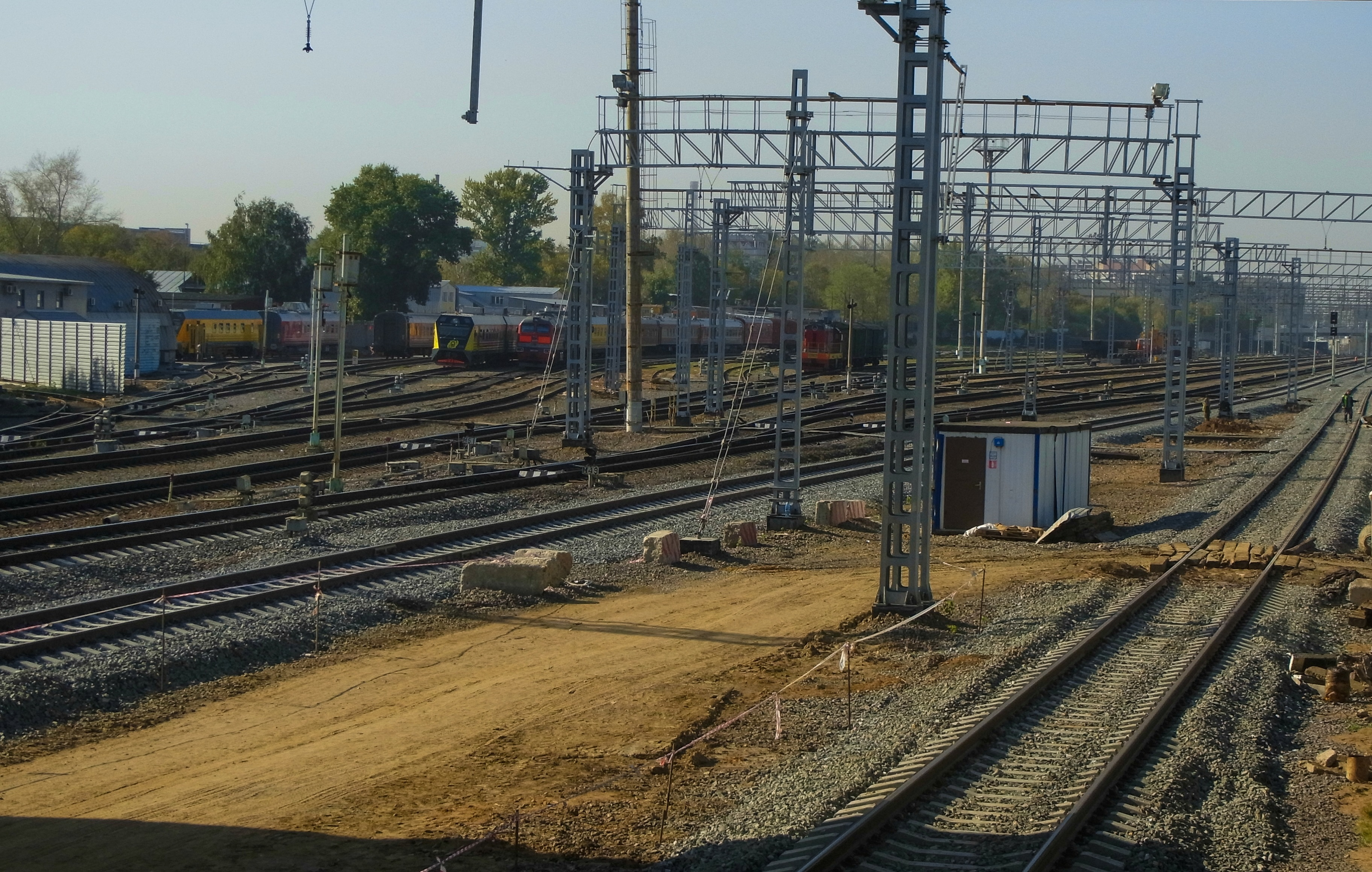
Станция Угрешская
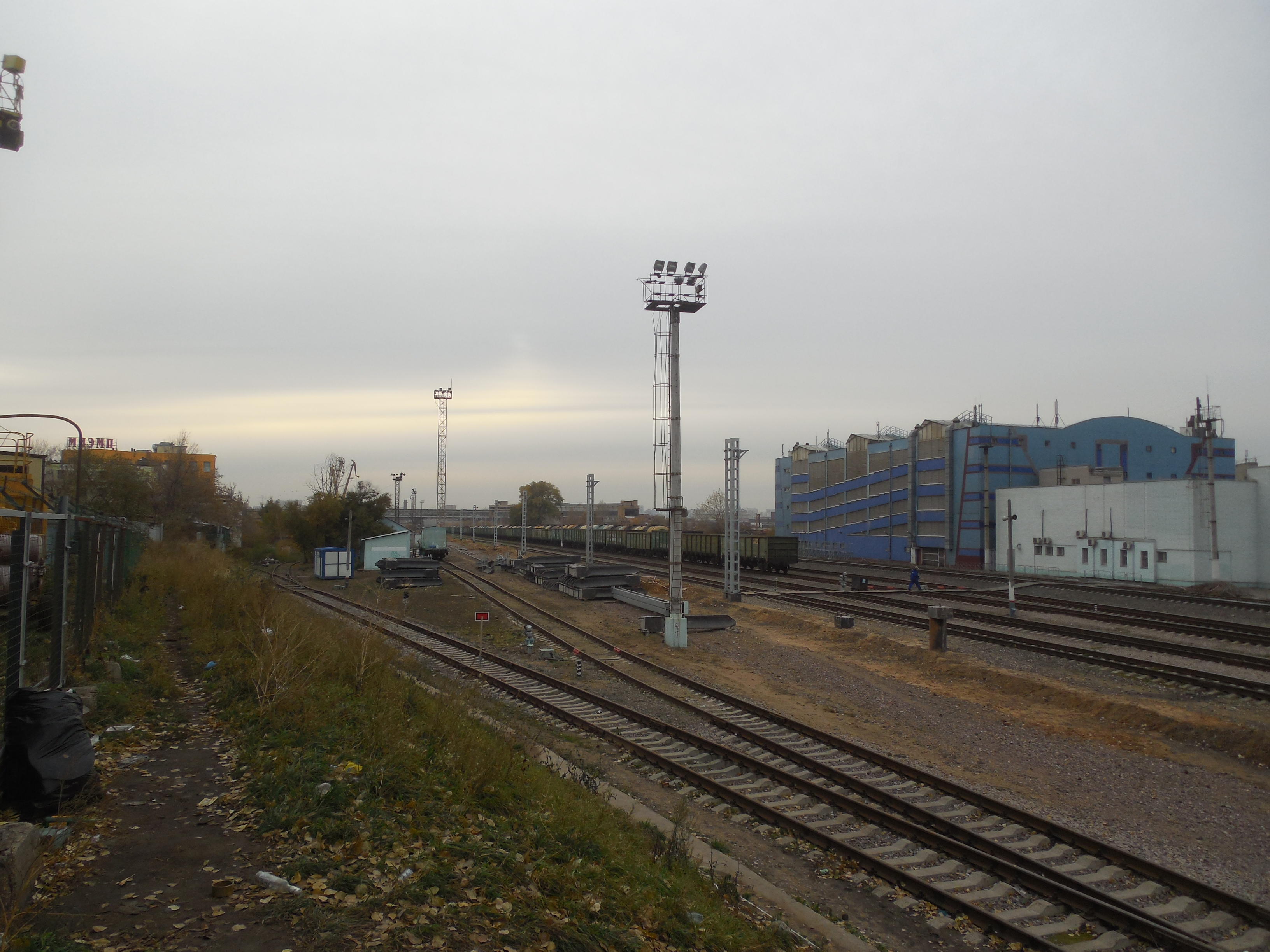
Станция Кожухово
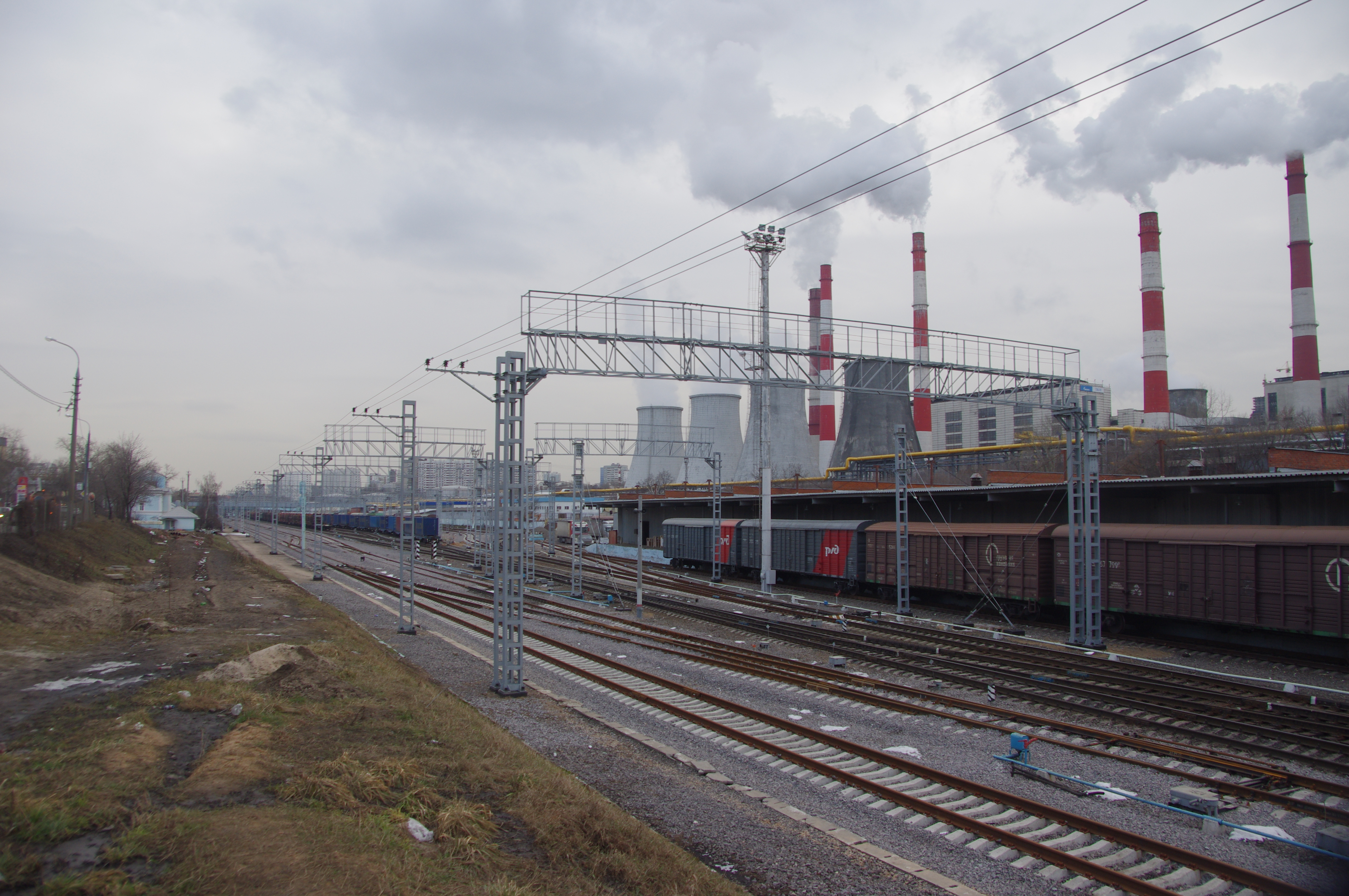
Станция Канатчиково
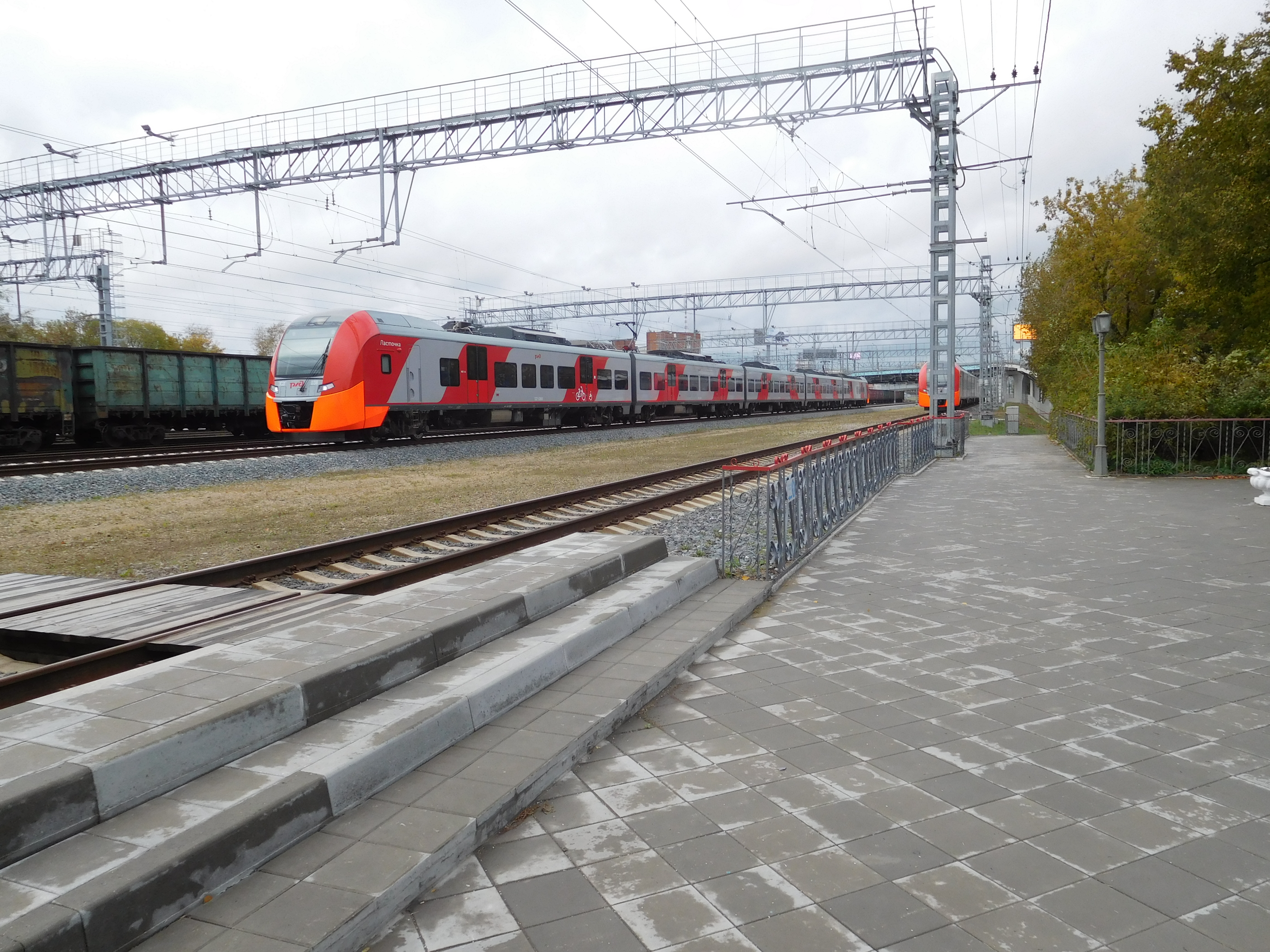
Станция Пресня
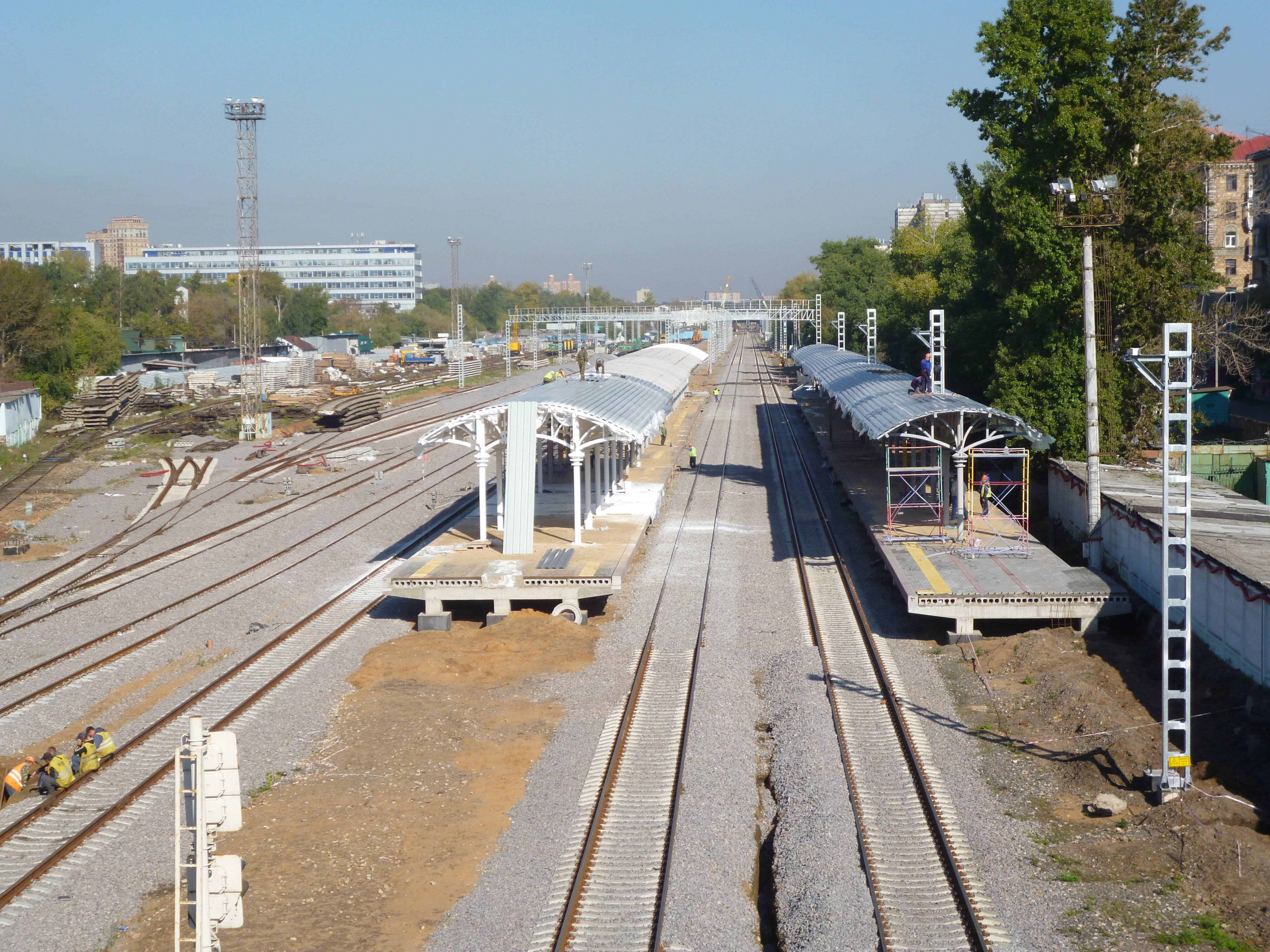
Станция Серебряный Бор с платформой Панфиловская
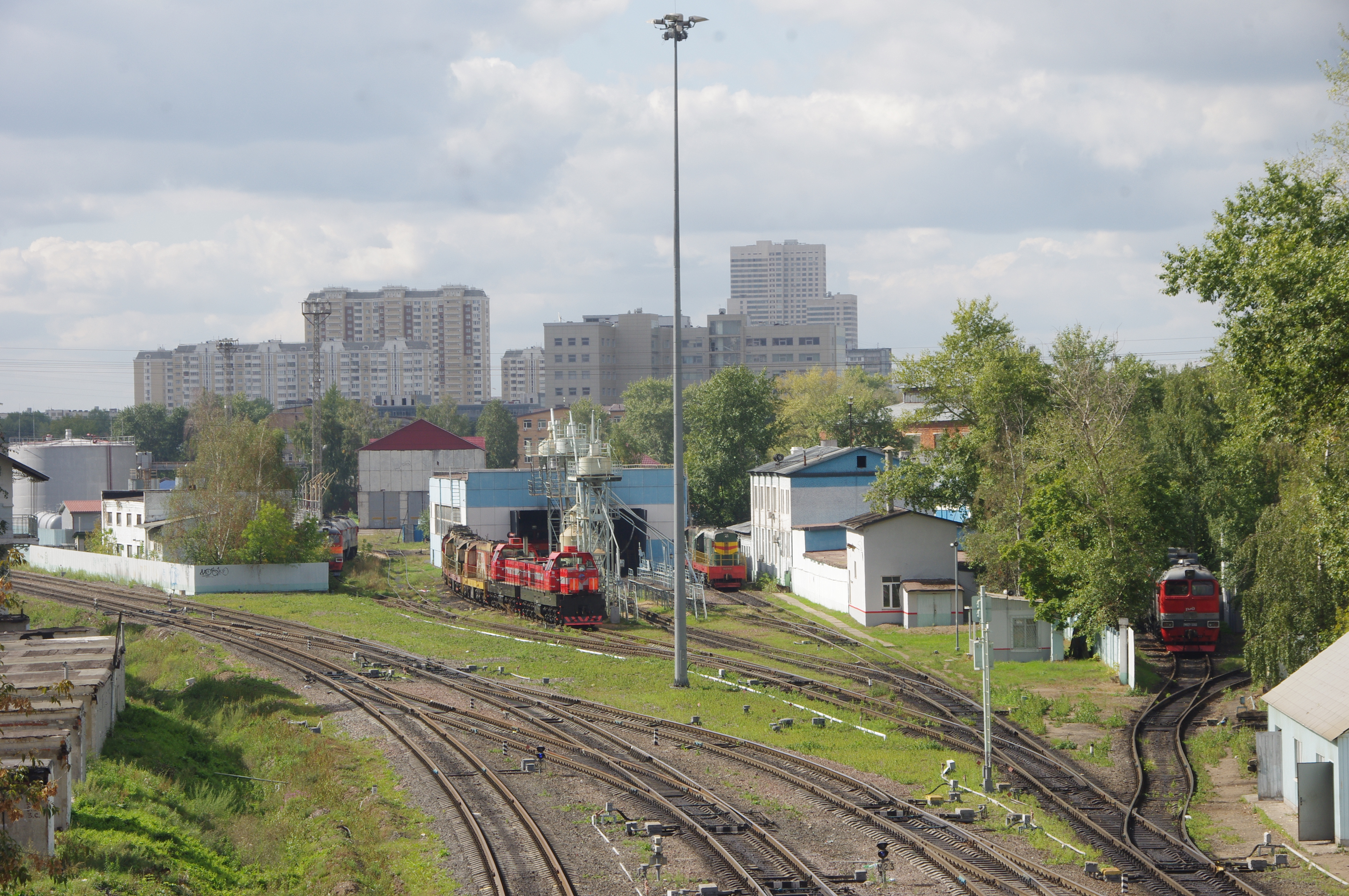
Заезд в депо Лихоборы

Четыре действующие станции находятся на ответвлениях от главного хода Малого кольца, но минимум три первые из них также относятся к Малому кольцу:
1. Новопролетарская (состоит из двух парков — Старого и Нового)
2. Бойня (состоит из двух парков — Товарного и Городского)
3. Москва-Южный Порт (состоит из двух парков — Южный Порт и Южная Гавань)
4. Северный пост

Некоторые станции и полустанки закрыты, однако сохранились часть их исторических зданий:
- Воробьёвы Горы
- Потылиха (остановочный пункт)
- Кутузово (ныне парк Кутузово станции Пресня)
- Военное поле (остановочный пункт)
- Братцево (была закрыта, ныне на её месте заново построен парк Братцево станции Лихоборы)
- Лизино
- Симоново
- Октябрьские Казармы

#### Остановочные пункты МЦК
На малом кольце МЖД имеется 31 остановочный пункт для городской электрички, все они были построены в период реконструкции 2012—2016 годов, за исключением возведённой ранее в 2001 году единственной подземной платформы Площадь Гагарина. Большинство из них спроектированы как часть новых транспортно-пересадочных узлов (ТПУ) с малого кольца на станции метрополитена и остановочные пункты радиальных железнодорожных линий, а также городской уличный транспорт.
Все остановочные пункты оборудованы турникетами, на которых, в отличие от платформ радиальных направлений МЖД, действуют единые билеты московского метрополитена и московского городского уличного транспорта. В течение первого месяца с начала эксплуатации с 10 сентября по 10 октября включительно контроль оплаты проезда не производился, поскольку все поездки по МКЖД в этот период были бесплатными.
В день открытия пассажирского движения 10 сентября 2016 года было открыто 26 остановочных пунктов из 31. Ещё 2 — Соколиная Гора и Дубровка — открылись 11 октября 2016 года, Коптево — 1 ноября 2016 года, Зорге — 4 ноября 2016 года; последней была введена в строй Панфиловская — 8 ноября 2016 года. Однако отдельные выходы с уже открытых станций продолжали достраиваться в течение года.
В приведённой ниже таблице платформы указаны в порядке возрастания километража Малого кольца: от нулевой отметки — пересечения с Ленинградским направлением — по часовой стрелке. Здесь также отмечены существующие и планируемые пересадки на станции метро и на радиальные направления Московского железнодорожного узла. Пять пересадочных узлов будут иметь крытые отапливаемые переходы (в таблице отмечены символом ); такие пересадки на официальной схеме метро обозначены так же, как и пересадки между двумя станциями метро. Остальные наземные пересадки предполагают выход пассажира на улицу. Средняя длина перехода — 200—300 метров, самый длинный — Хорошёво—«Полежаевская» — 700 метров. Проектные названия многих платформ МЦК отличались от нынешних, летом 2016 года в названия некоторых из них были внесены изменения, утверждённые правительством Москвы.
|        | Название станции Прежние названия                        | Дата открытия    | Пересадки   | Высота-глубина, м | Координаты                      | Вид станции |
| ------ | -------------------------------------------------------- | ---------------- | ----------- | ----------------- | ------------------------------- | ----------- |
| @14 01 | «Окружная»                                               | 10 сентября 2016 | 10 D1       | 0                 | 55°50′56″ с. ш. 37°34′16″ в. д. |             |
| @14 02 | «Владыкино»                                              | 10 сентября 2016 | 09          | 0                 | 55°50′50″ с. ш. 37°35′31″ в. д. |             |
| @14 03 | «Ботанический сад»                                       | 10 сентября 2016 | 06          | 0                 | 55°50′44″ с. ш. 37°38′25″ в. д. |             |
| @14 04 | «Ростокино»                                              | 10 сентября 2016 |             | 0                 | 55°50′22″ с. ш. 37°40′04″ в. д. |             |
| @14 05 | «Белокаменная»                                           | 10 сентября 2016 |             | 0                 | 55°49′46″ с. ш. 37°42′09″ в. д. |             |
| @14 06 | «Бульвар Рокоссовского»                                  | 10 сентября 2016 | 01          | 0                 | 55°49′02″ с. ш. 37°44′13″ в. д. |             |
| @14 07 | «Локомотив»                                              | 10 сентября 2016 | 01          | 0                 | 55°48′14″ с. ш. 37°44′46″ в. д. |             |
| @14 08 | «Измайлово»                                              | 10 сентября 2016 | 03          | +5                | 55°47′19″ с. ш. 37°44′34″ в. д. |             |
| @14 09 | «Соколиная Гора»                                         | 11 октября 2016  |             | -5                | 55°46′12″ с. ш. 37°44′43″ в. д. |             |
| @14 10 | «Шоссе Энтузиастов»                                      | 10 сентября 2016 | 08          | +5                | 55°45′32″ с. ш. 37°44′47″ в. д. |             |
| @14 11 | «Андроновка»                                             | 10 сентября 2016 | D3          | 0                 | 55°44′51″ с. ш. 37°44′18″ в. д. |             |
| @14 12 | «Нижегородская»                                          | 10 сентября 2016 | 11 15 D4    | +5                | 55°43′56″ с. ш. 37°43′42″ в. д. |             |
| @14 13 | «Новохохловская»                                         | 10 сентября 2016 | D2          | 0                 | 55°43′26″ с. ш. 37°42′58″ в. д. |             |
| @14 14 | «Угрешская»                                              | 10 сентября 2016 | 07 [ c ]    | 0                 | 55°43′06″ с. ш. 37°41′52″ в. д. |             |
| @14 15 | «Дубровка»                                               | 11 октября 2016  | 10 10 [ d ] | 0                 | 55°42′46″ с. ш. 37°40′40″ в. д. |             |
| @14 16 | «Автозаводская»                                          | 10 сентября 2016 | 02          | 0                 | 55°42′23″ с. ш. 37°39′47″ в. д. |             |
| @14 17 | «ЗИЛ»                                                    | 10 сентября 2016 |             | 0                 | 55°41′54″ с. ш. 37°38′54″ в. д. |             |
| @14 18 | «Верхние Котлы»                                          | 10 сентября 2016 | 09          | 0                 | 55°41′24″ с. ш. 37°37′08″ в. д. |             |
| @14 19 | «Крымская»                                               | 10 сентября 2016 |             | -3                | 55°41′24″ с. ш. 37°36′18″ в. д. |             |
| @14 20 | «Площадь Гагарина»                                       | 10 сентября 2016 | 06          | -5                | 55°42′25″ с. ш. 37°35′09″ в. д. |             |
| @14 21 | «Лужники»                                                | 10 сентября 2016 | 01          | +5                | 55°43′15″ с. ш. 37°33′36″ в. д. |             |
| @14 22 | «Кутузовская»                                            | 10 сентября 2016 | 04 D4       | -5                | 55°44′24″ с. ш. 37°32′03″ в. д. |             |
| @14 23 | «Москва-Сити» Деловой центр (с 10.09.2016 до 03.04.2024) | 10 сентября 2016 | 4А D1 D4    | +7                | 55°44′50″ с. ш. 37°31′56″ в. д. |             |
| @14 24 | «Шелепиха»                                               | 10 сентября 2016 | D1          | +5                | 55°45′27″ с. ш. 37°31′32″ в. д. |             |
| @14 25 | «Хорошёво»                                               | 10 сентября 2016 | 07 11       | +5                | 55°46′38″ с. ш. 37°30′26″ в. д. |             |
| @14 26 | «Зорге»                                                  | 4 ноября 2016    | 07          | 0                 | 55°47′21″ с. ш. 37°30′15″ в. д. |             |
| @14 27 | «Панфиловская»                                           | 8 ноября 2016    | 07          | 0                 | 55°47′53″ с. ш. 37°29′59″ в. д. |             |
| @14 28 | «Стрешнево»                                              | 10 сентября 2016 | 02 D2       | 0                 | 55°48′49″ с. ш. 37°29′13″ в. д. |             |
| @14 29 | «Балтийская»                                             | 10 сентября 2016 | 02          | 0                 | 55°49′33″ с. ш. 37°29′46″ в. д. |             |
| @14 30 | «Коптево»                                                | 1 ноября 2016    |             | 0                 | 55°50′23″ с. ш. 37°31′12″ в. д. |             |
| @14 31 | «Лихоборы»                                               | 10 сентября 2016 | D3          | 0                 | 55°50′50″ с. ш. 37°33′05″ в. д. |             |

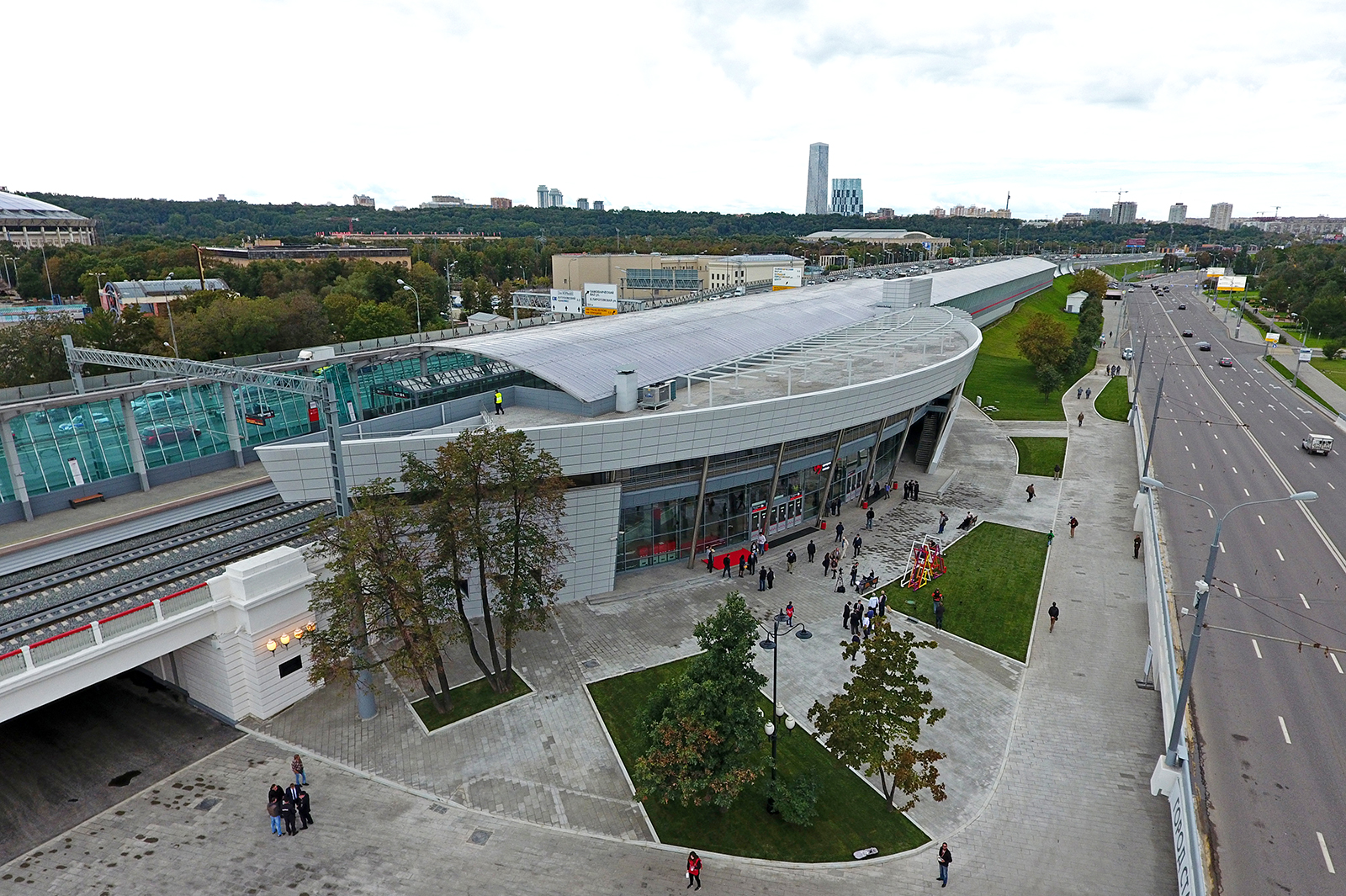
Платформа Лужники, построенная в стиле стадиона
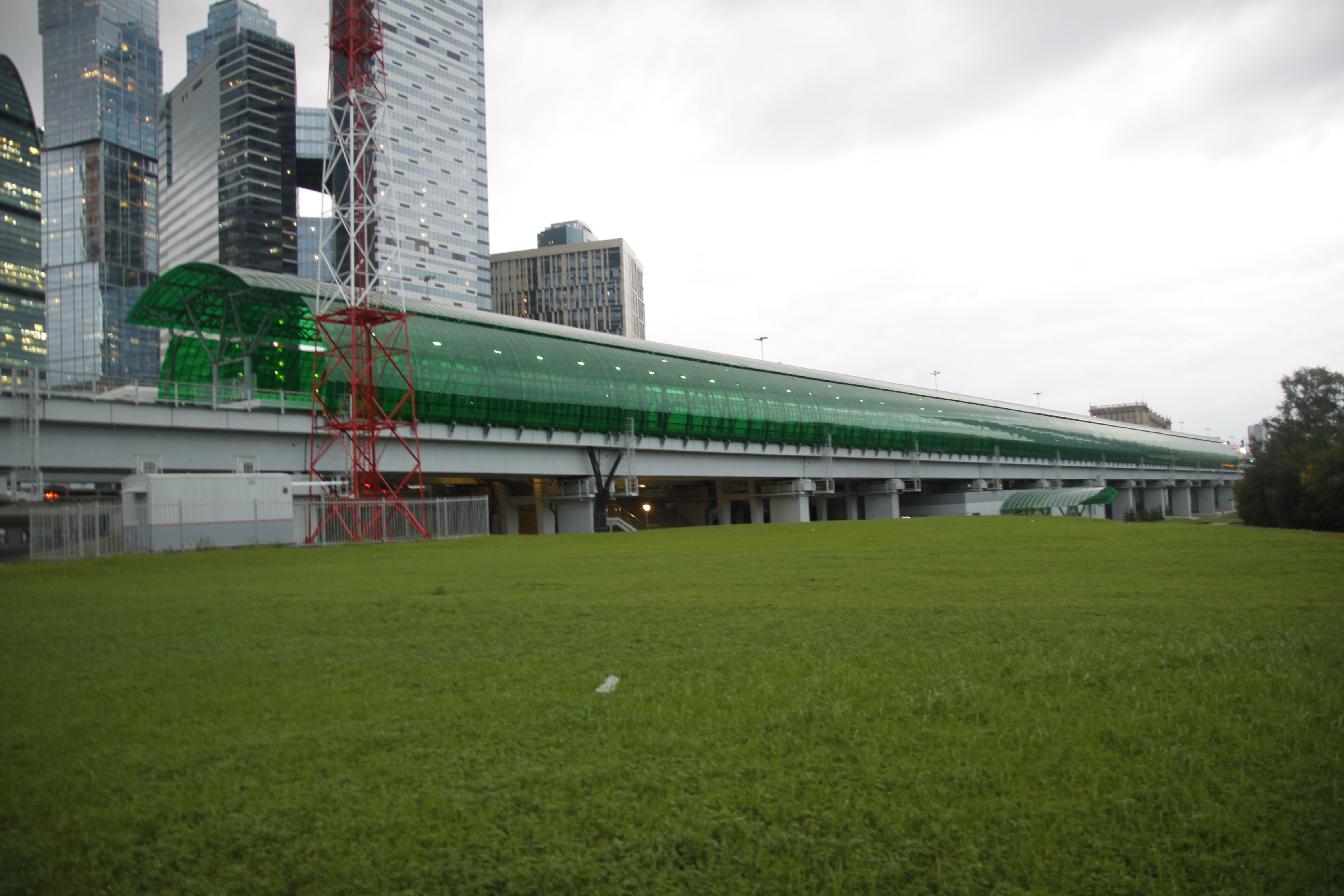
Платформа Деловой центр с полупрозрачным зелёным навесом, построенная на эстакаде
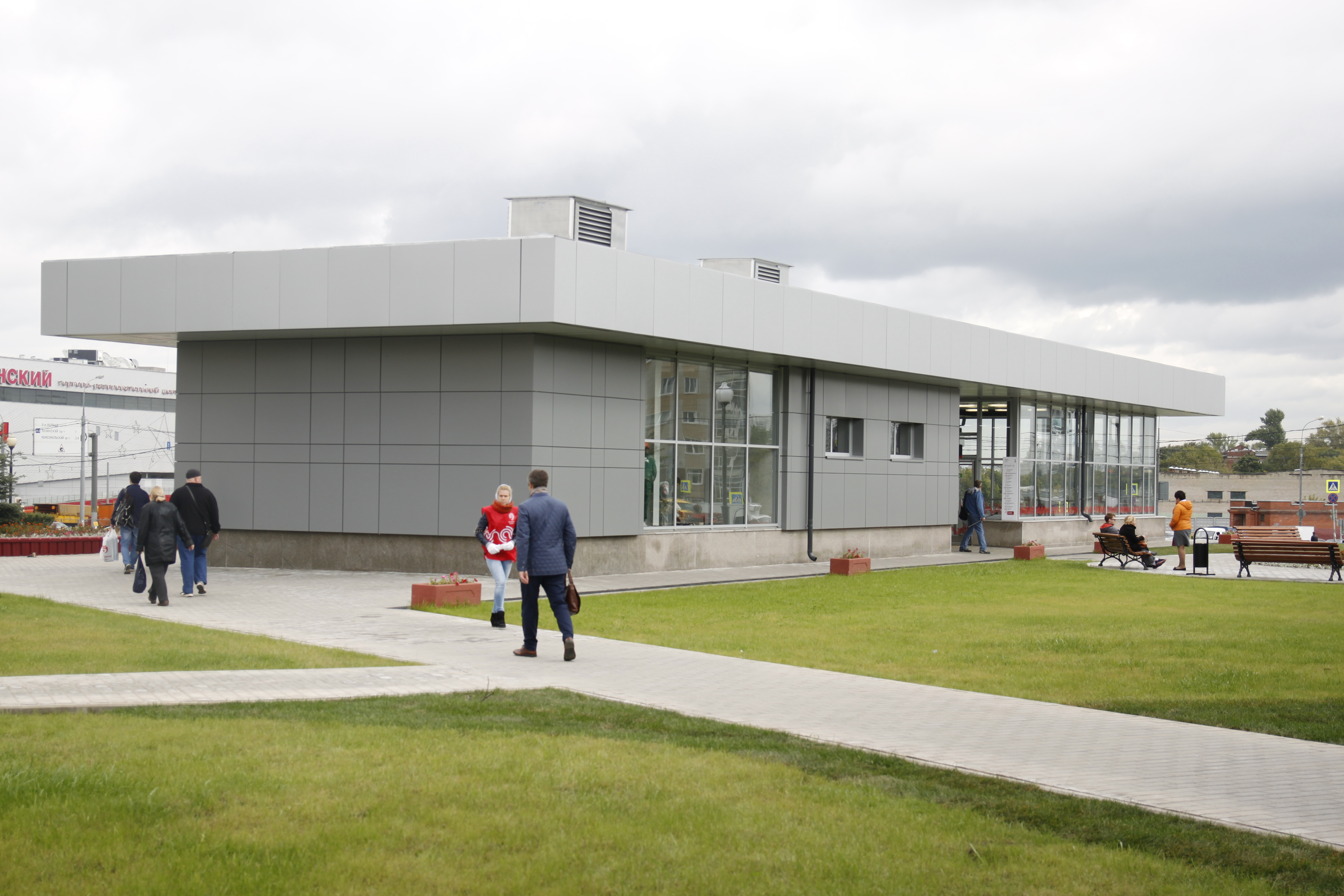
Наземный вестибюль подземной платформы Площадь Гагарина

Пересадки на станции метро «Шелепиха», «Хорошёвская» и «Окружная» стали доступны только после открытия соответствующих станций метро в феврале-марте 2018.

### Соединительные ветви
Указаны все действующие ветви общего пользования, отходящие от главного хода Малого кольца. Каждая строка таблицы обозначает один путь ветви. Ветви указаны по возможности в порядке ответвления от главного хода кольца в порядке возрастания километража кольца.
| №       | Сторона кольца | Радиальное направление                       | Перегон                                                                                             | Особенности |
| ------- | -------------- | -------------------------------------------- | --------------------------------------------------------------------------------------------------- | --- |
| 2       | внешняя        | Ленинградское                                | Лихоборы — Ховрино                                                                                  | На ветви у входного сигнала Ховрино находится граница Московской и Октябрьской железных дорог. |
| 2А      | внешняя        | Ленинградское                                | Лихоборы — Ховрино                                                                                  | На ветви у входного сигнала Ховрино находится граница Московской и Октябрьской железных дорог. Восстановлена в 2016 году, долгое время была заброшена. Проходит по отдельному 4-му путепроводу над главным ходом ОЖД и вдоль платформы Лихоборы |
| 4       | внешняя        | Савёловское                                  | Владыкино-Московское — Бескудниково                                                                 | Идёт около 3 км вдоль Савёловского направления и платформы Дегунино, примыкая на станции Бескудниково |
| 6       | внешняя        | Ярославское                                  | Ростокино — Лосиноостровская                                                                        | Ветви идут рядом около 1 км, проходя рядом с Ярославским парком станции Лосиноостровская (бывшая станция Москва-Тов.-Ярославская) |
| 7       | внешняя        | Ярославское                                  | Белокаменная — Лосиноостровская                                                                     | Ветви идут рядом около 1 км, проходя рядом с Ярославским парком станции Лосиноостровская (бывшая станция Москва-Тов.-Ярославская) |
| 10, IIк | внешняя        | Горьковское                                  | Лефортово — Кусково                                                                                 | Проходит крайним путём IIк (вместе с ветвью 11, путь Iк) вдоль Порожнякового парка Л парка Перово I станции Перово, но не связана с ней. Перед отдалением от Перово к Горьковскому направлению уже входит в станцию Кусково и связана съездами с двумя другими ветвями Iк, IIIк, с которыми далее параллельно подходит к Горьковскому ходу. |
| 11, Ik  | внешняя        | Казанское / Рязанское и далее на Горьковское | Андроновка — Перово; станция Перово (Перово I); Перово — Кусково                                    | Проходит от парка А под путепроводом Казанско-Рязанского направления (главные пути I,II,IV); затем вдоль платформы Андроновка и главных путей кольца под путепроводом путей между парками Перово IV и Перово I и только далее отклоняется от кольца. Проходит вторым от края (после ветви 10) путём Iк вдоль Порожнякового парка Л парка Перово I станции Перово, имея с ней связь только одним стрелочным съездом (от Андроновки в парк Л). Перед отдалением от Перово к Горьковскому направлению проходит нулевой перегон и входит в станцию Кусково и связана съездами с двумя другими ветвями IIк, IIIк, с которыми далее параллельно подходит к Горьковскому ходу. |
| 9       | внутренняя     | Казанское / Рязанское                        | Андроновка — Перово (Перово IV)                                                                     | Проходит от парка Б под путепроводом Казанско-Рязанского направления (главные пути I,II,IV); затем отклоняясь от главных путей кольца у торца платформы Андроновка. |
| 3с      | внешняя        | Казанское / Рязанское                        | Андроновка — Перово (Перово I)                                                                      | Соединительные пути 3 (внутренний) и 4 (внешний) проходят параллельно, от парка А под путепроводом Казанско-Рязанского направления (главные пути I,II,IV); затем отклоняясь от главных путей кольца чуть ранее торца платформы Андроновка. Путь 3 отсоединяется от пути, переходящем в ветвь 11. На обоих ветвях нулевые перегоны. |
| 4с      | внешняя        | Казанское / Рязанское                        | Андроновка — Перово (Перово I)                                                                      | Соединительные пути 3 (внутренний) и 4 (внешний) проходят параллельно, от парка А под путепроводом Казанско-Рязанского направления (главные пути I,II,IV); затем отклоняясь от главных путей кольца чуть ранее торца платформы Андроновка. Путь 3 отсоединяется от пути, переходящем в ветвь 11. На обоих ветвях нулевые перегоны. |
| 13      | внутренняя     | тупиковая                                    | Андроновка — Северный пост                                                                          | Проходит от парка Б к главному ходу Горьковского направления вплотную без связи с ним, затем снова отклоняясь к тупиковой станции Северный пост. До 2008 года была ветвью к посту 5 км Горьковского направления (была связь) и фактически далее на Северный пост или прямо на станцию Москва-Товарная-Курская Курского направления. При постройке III главного пути Горьковского направления была разорвана связь с обоими направленями, ветвь стала тупиковой. В 2018 году связь с Горьковским направлением восстановлена (со станцией Карачарово). |
| 17      | внутренняя     | тупиковая                                    | Угрешская — Бойня                                                                                   | Загибается дугой недалеко от Курского направления, но без связи с ним (отделяет ТТК). Разветвляется к двум паркам Бойни: Городской парк (прямо), Товарный парк (левее). Нулевой перегон. |
| —       | смешанная      | Казанское / Рязанское                        | Бойня — Новопролетарская; станция Новопролетарская; Новопролетарская — Перово (Перово I)            | Линия проходит от Товарного парка Бойни внутри кольца путепроводами над главными ходами кольца (оказываясь вне кольца) и Курского направления; далее на линии Новый парк станции Новопролетарская, тупиковое ответвление правее на Старый парк её же; путепровод над главным ходом Горьковского направления; под путепроводом Казанско-Рязанского направления (главные пути I,II,IV) (уже в границах Перово), примыкая к Перово I в сторону центра. |
| 15      | внешняя        | Курское                                      | Угрешская — Люблино-Сортировочное                                                                   | Ветвь 15 до реконструкции кольца шла до Андроновки третьим путём вдоль главного хода кольца; ныне III главный путь кольца занял её место, а она примыкает к нему уже в границах Угрешской. Ветви 15, 16, ответвившись от главного хода кольца с разных направлений, бОльшую часть своей длины идут рядом: подходят с западной стороны к Курскому направлению, идя 1.6 км вдоль него, мимо пл. Текстильщики, затем уходят в сторону, проходя петлёй по путепроводам над ним, подходя затем с восточной стороны на станцию Люблино-Сорт. у пл. Люблино. |
| 16      | внешняя        | Курское                                      | Угрешская — Люблино-Сортировочное                                                                   | Ветвь 15 до реконструкции кольца шла до Андроновки третьим путём вдоль главного хода кольца; ныне III главный путь кольца занял её место, а она примыкает к нему уже в границах Угрешской. Ветви 15, 16, ответвившись от главного хода кольца с разных направлений, бОльшую часть своей длины идут рядом: подходят с западной стороны к Курскому направлению, идя 1.6 км вдоль него, мимо пл. Текстильщики, затем уходят в сторону, проходя петлёй по путепроводам над ним, подходя затем с восточной стороны на станцию Люблино-Сорт. у пл. Люблино. |
| —       | внешняя        | Курское                                      | Угрешская — Москва-Южный Порт; станция Москва-Южный Порт; Москва-Южный Порт — Люблино-Сортировочное | Ответвляется у восточного торца платформы Угрешская; далее на линии парк Южный Порт станции Москва-Южный Порт (и тупиковое ответвление в обратную сторону правее на парк Южная Гавань её же); затем линия подходит к ветвям 15, 16, идя рядом с ними третьим путепроводом над главным ходом Курского направления и далее. |
| 21      | внутренняя     | Павелецкое                                   | Канатчиково — Москва-Товарная-Павелецкая                                                            | Проходит вдоль платформы Крымская |
| 20      | внешняя        | Павелецкое                                   | Канатчиково — Коломенское                                                                           | Отходит от кольца чуть раньше западного торца платформы Крымская |
| 22      | внешняя        | Киевское                                     | Пресня (парк Кутузово) — Москва-Сорт.-Киевская                                                      | Отходит от Потылихи, проходит около 1 км на отдалении от главного хода Киевского направления параллельно ему и ветви 23: вдоль путей ЛВЧД-15 и вдоль Южного парка станции Москва-Пасс.-Киевская, затем приближаясь к станции Москва-Сорт.-Киевская. |
| 23      | внешняя        | Киевское                                     | Пресня (парк Кутузово) — Москва-Сорт.-Киевская                                                      | Проходит вдоль платформы Кутузовская боковым путём станции 103П. Проходит по путепроводу над главным ходом Киевского направления, затем идя около 1 км вдоль него и Южного парка станции Москва-Пасс.-Киевская, затем приближаясь к станции Москва-Сорт.-Киевская. Между 22 и 23 ветвями параллельно проходит путь, соединяющий ЛВЧД-15 и станцию Москва-Сорт.-Киевская. |
| 24А     | внутренняя     | Киевское                                     | Пресня (парк Кутузово) — Москва-Пасс.-Киевская                                                      | Отходит от кольца у южного торца платформы Кутузовская, делает поворот к Киевскому направлению рядом с Филёвской линией метро. Бывшая часть Брянской соединительной ветви, после разбора которой в 1998 году ветвь подсоединена к Малому кольцу. |
| 24      | внутренняя     | Смоленское                                   | Пресня — Москва-Тов.-Смоленская                                                                     | Отходит от кольца между парками Пресня и Кутузово при движении со стороны второго; смыкается с ветвью № 27, затем проходит по путепроводу над I, II путями Смоленского направления рядом с бывшим путепроводом ветви Москва-Тов.-Смоленская — Фили. В 2017 году эти путепроводы занимают III, IV пути Смоленского направления, а данный путь проходит по третьему путепроводу. |
| 26      | внешняя        | Смоленское                                   | Пресня — Фили                                                                                       | Восстановлена в 2016 году, долгое время была заброшена и отсоединена от радиального направления. Проходит вдоль платформы Шелепиха на отдалении, примыкает к Смоленскому направлению восточнее мостов через Москву-реку к новому III пути. Раньше была двухпутной. |
| 27      | внутренняя     | Смоленское                                   | Пресня — Москва-Тов.-Смоленская                                                                     | Отходит чуть севернее торца платформы Шелепиха. Проходит путепроводом над ветвью № 24, затем примыкает к ней до путепровода над I, II путями Смоленского направления. |
| 28      | внутренняя     | Рижское                                      | Серебряный Бор — Подмосковная                                                                       | По ветви поезда попадают в моторвагонное депо электропоездов «Ласточка» ТЧ-96 Подмосковная, открытое в 2015 году. Проходит рядом с торцом старой платформы Ленинградская. |

### Мосты

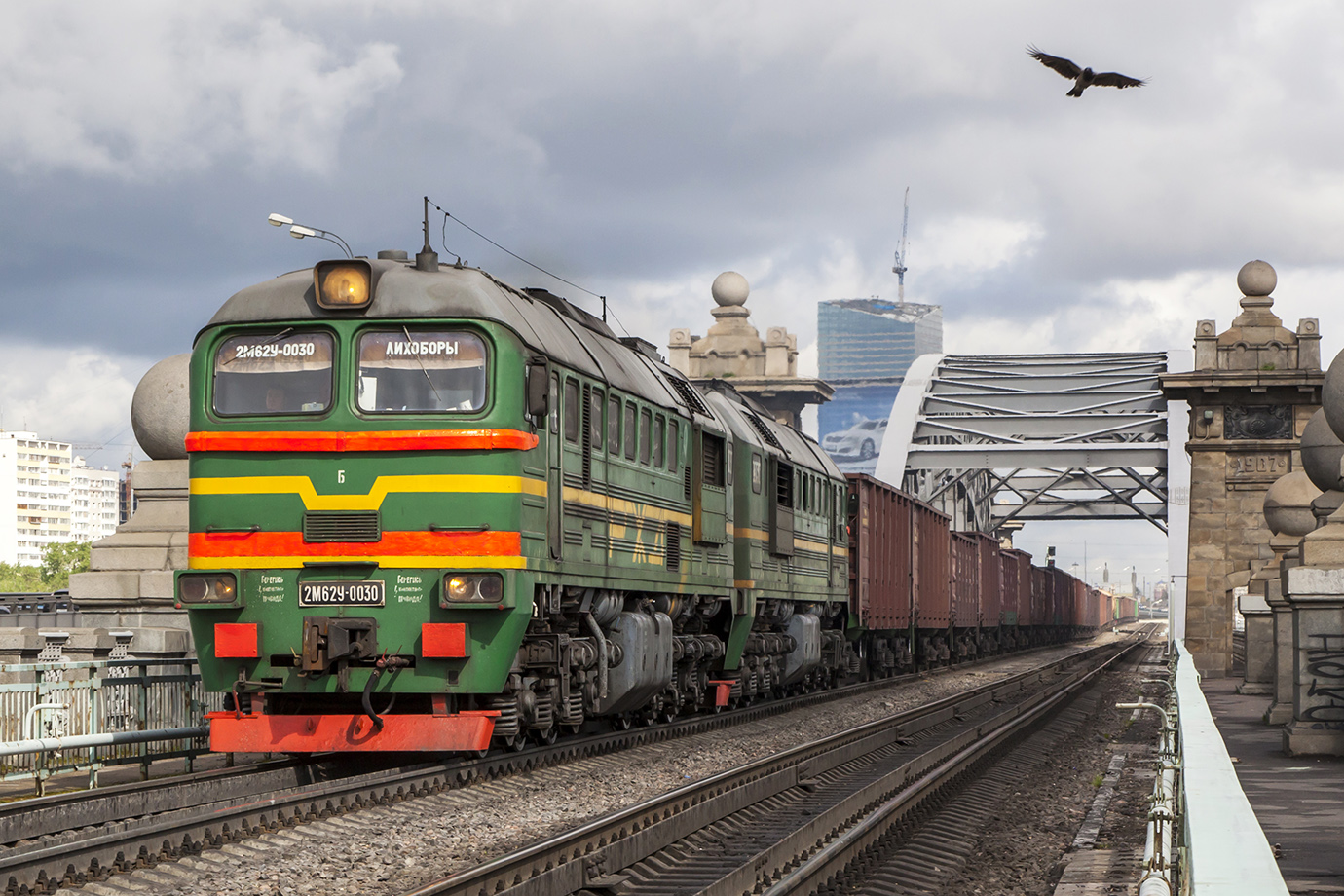
2М62У с поездом на Новом Краснолужском мосту до электрификации линии

На линии шесть мостов через реки, в том числе
1. четыре больших моста через Москву:
  1. Дорогомиловский мост
  2. Новый Краснолужский мост (Лужнецкий, при постройке носил наименование Николаевского, в честь императора Николая II)
  3. Новоандреевский мост (Андреевский, при постройке носил наименование Сергиевского, в честь генерал-губернатора Москвы великого князя Сергея Александровича)
  4. Даниловский мост (Кожуховский, при постройке носил наименование Алексеевского, в честь цесаревича Алексия)
2. и по одному среднему
  1. через Яузу и
  2. Лихоборку.

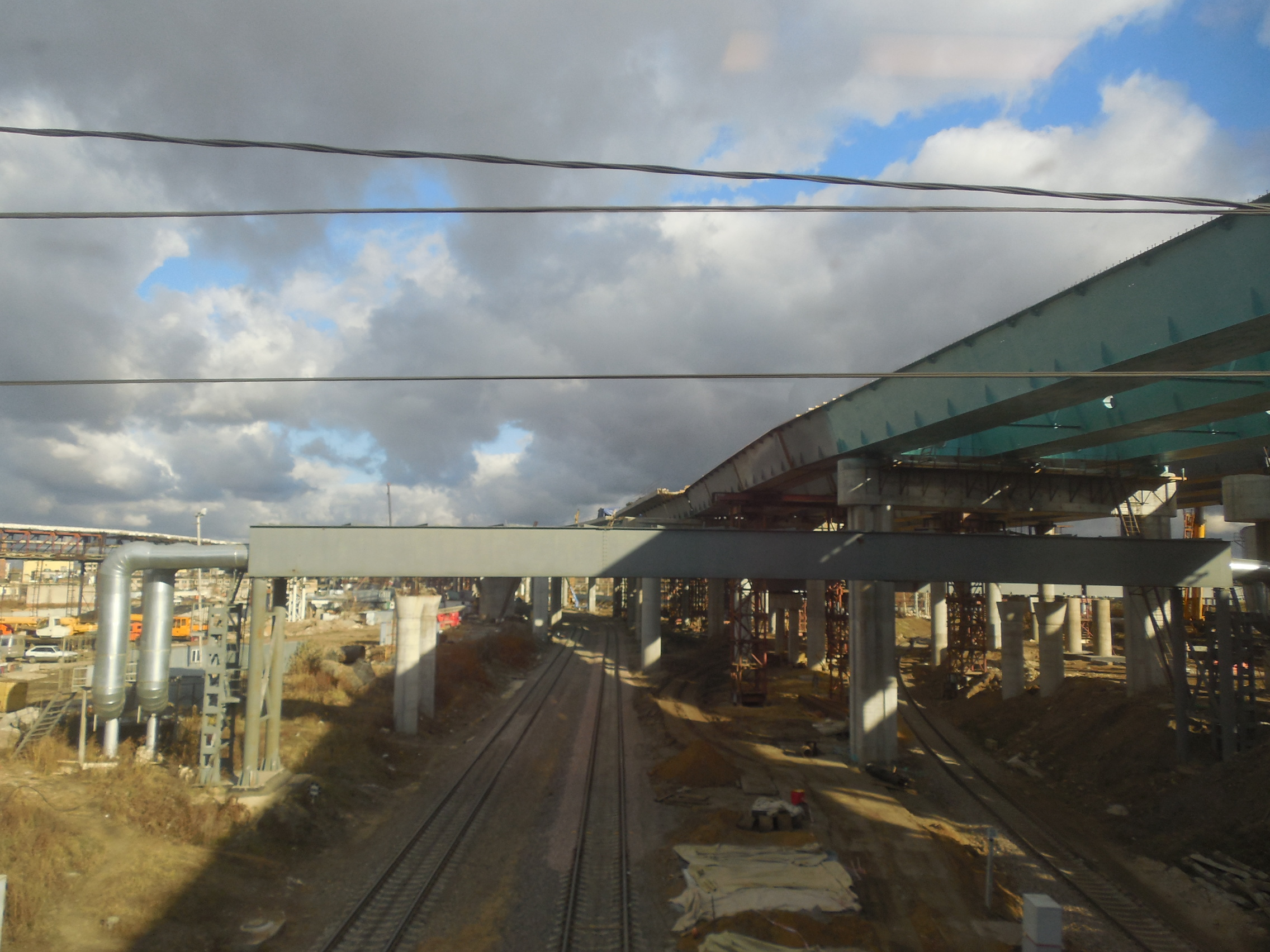
Строительство автомобильной эстакады Четвёртого кольца над МК МЖД к северу от станции Андроновка

Кроме того, 32 путепровода через следующие автомобильные и железные дороги:
1. Ленинградское направление (главный ход ОЖД)
2. Дмитровское шоссе
3. Сельскохозяйственная улица
4. Улица Вильгельма Пика
5. Проектируемый проезд № 911
6. Проспект Мира
7. Ярославское направление МЖД
8. Абрамцевская просека/1-й Белокаменный проезд (Абрамцевский путепровод)
9. безымянный проезд у гостиничного комплекса «Измайлово» (ранее это был мост через реку Серебрянку, ныне убранную в коллектор)
10. Ткацкая улица
11. Щербаковская улица
12. 2-й переулок Измайловского зверинца (ликвидирован в 2012 г. в связи со строительством ЧТК)
13. Шоссе Энтузиастов
14. 5-я Кабельная улица
15. Горьковское направление МЖД
16. Нижегородская улица/Рязанский проспект
17. Курское направление МЖД
18. безымянный проезд на территории ЗИЛа
19. Варшавское шоссе
20. Фрунзенская набережная/Лужнецкая набережная
21. Комсомольский проспект
22. Лужнецкий проезд
23. Новодевичья набережная
24. Третье транспортное кольцо
25. Киевское направление МЖД
26. Белорусское направление МЖД
27. Шмитовский проезд
28. Хорошёвское шоссе
29. безымянный проезд между улицами Зорге и Берзарина
30. Рижское направление МЖД
31. безымянный проезд между 5-м Войковским проездом и парком Покровское-Стрешнево
32. Автомоторная улица

## Движение на линии

### Пассажирское движение
Пассажироперевозки на городской электричке были открыты с 10 сентября 2016 года. С 11 сентября пассажирские электропоезда начали работать в штатном режиме. В целом график работы МЦК совпадает с графиком работы метрополитена — платформы открыты для пассажиров с 05:30 до 01:00. Движение поездов с пассажирами осуществляется с 05:45 до 01:00. Поезда останавливаются у высоких островных и береговых платформ в режиме метро, по всем пунктам.

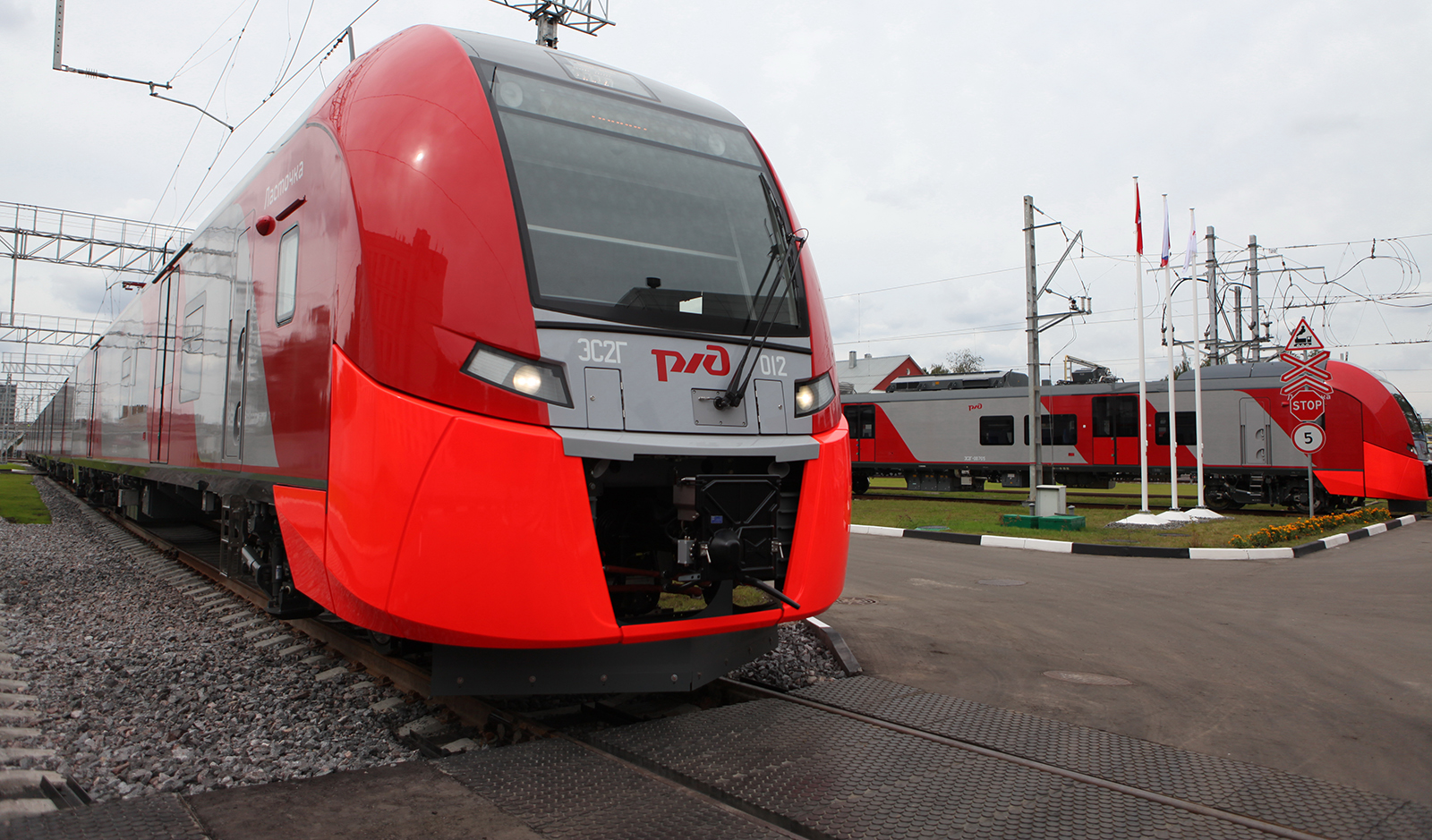
Электропоезда «ЭС2Г» на территории депо Подмосковная

Дневной и ночной отстой электропоездов осуществляется:
- в депо Подмосковная
- на станции Пресня: боковые пути № 4-11 парка Пресня
- на станции Андроновка: пути № 4-8 парка А и пути № 21-27 парка Б
- на станции Лихоборы: тупиковые пути № 4ПБ-10ПБ нечётного парка Братцево
- на станции Белокаменная: боковые пути № 4-6 и тупиковые пути № 7-9

## Подвижной состав

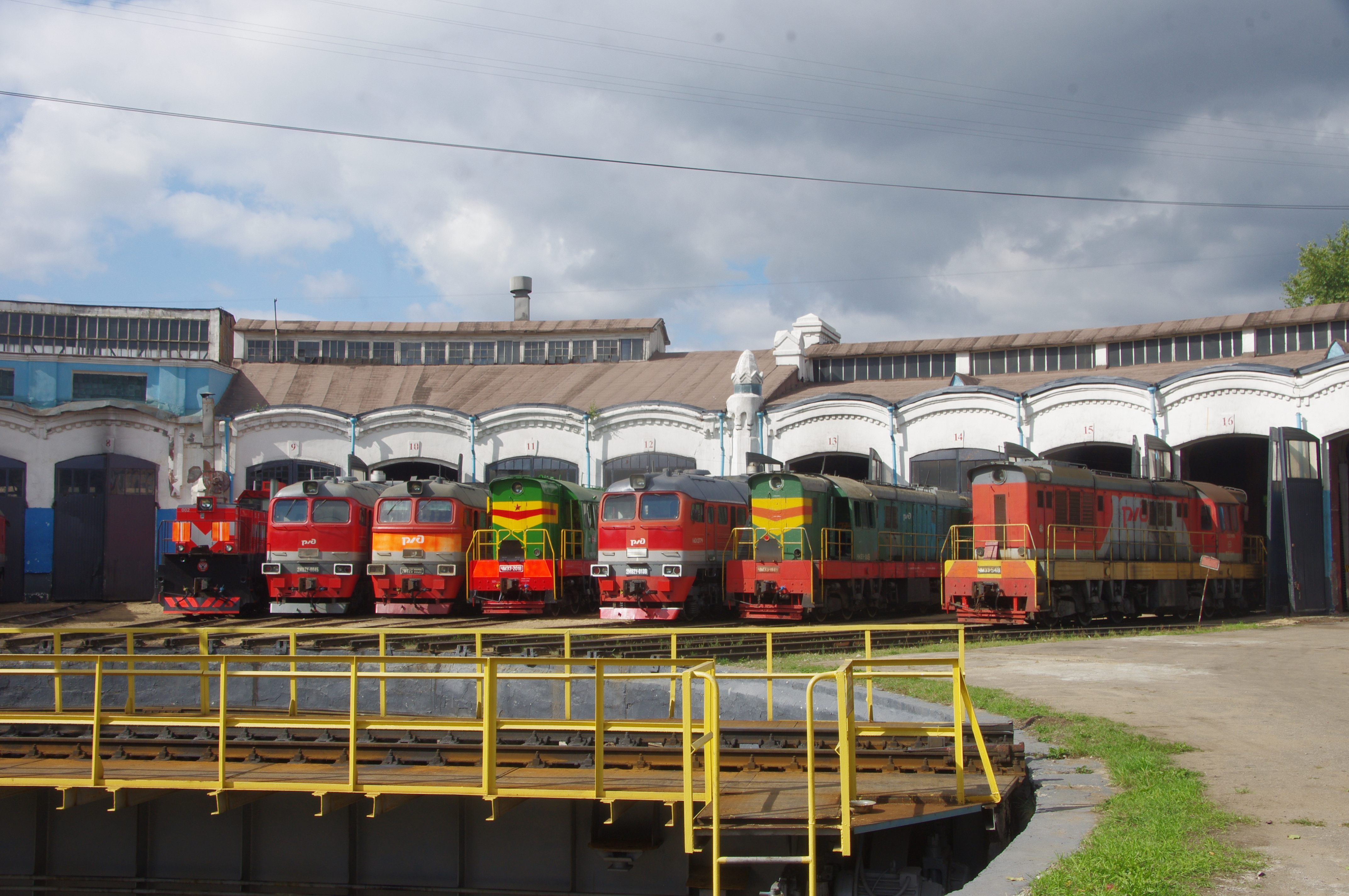
Тепловозы в депо Лихоборы

### Пассажирский подвижной состав
Пассажирское движение на линии обслуживается электропоездами моторвагонного депо Подмосковная на Рижском направлении, от которого они заезжают на МК МЖД по соединительной линии. В качестве подвижного состава используются электропоезда ЭС2Г «Ласточка» линейки Siemens Desiro, производящиеся на заводе «Уральские локомотивы». Электропоезда состоят из пяти вагонов — двух головных моторных, двух прицепных промежуточных с токоприёмниками и одного обычного прицепного промежуточного. В перспективе рассматривается возможность удлинения составов ЭС2Г, эксплуатирующихся на МЦК, до 10 вагонов за счёт сцепа двух поездов по системе многих единиц, применяемой на «Ласточках», курсирующих на радиальных направлениях МЖД. Однако для этого необходимо продление большинства платформ, длина которых по состоянию на 2021 год рассчитана на приём составов максимум из 7 вагонов, а также переукладка путей на части из них. В качестве альтернативы рассматривается возможность включения в действующие пятивагонные составы дополнительных двухвагонных промежуточных секций из моторного и прицепного вагонов с целью увеличения числа вагонов в составе до семи.

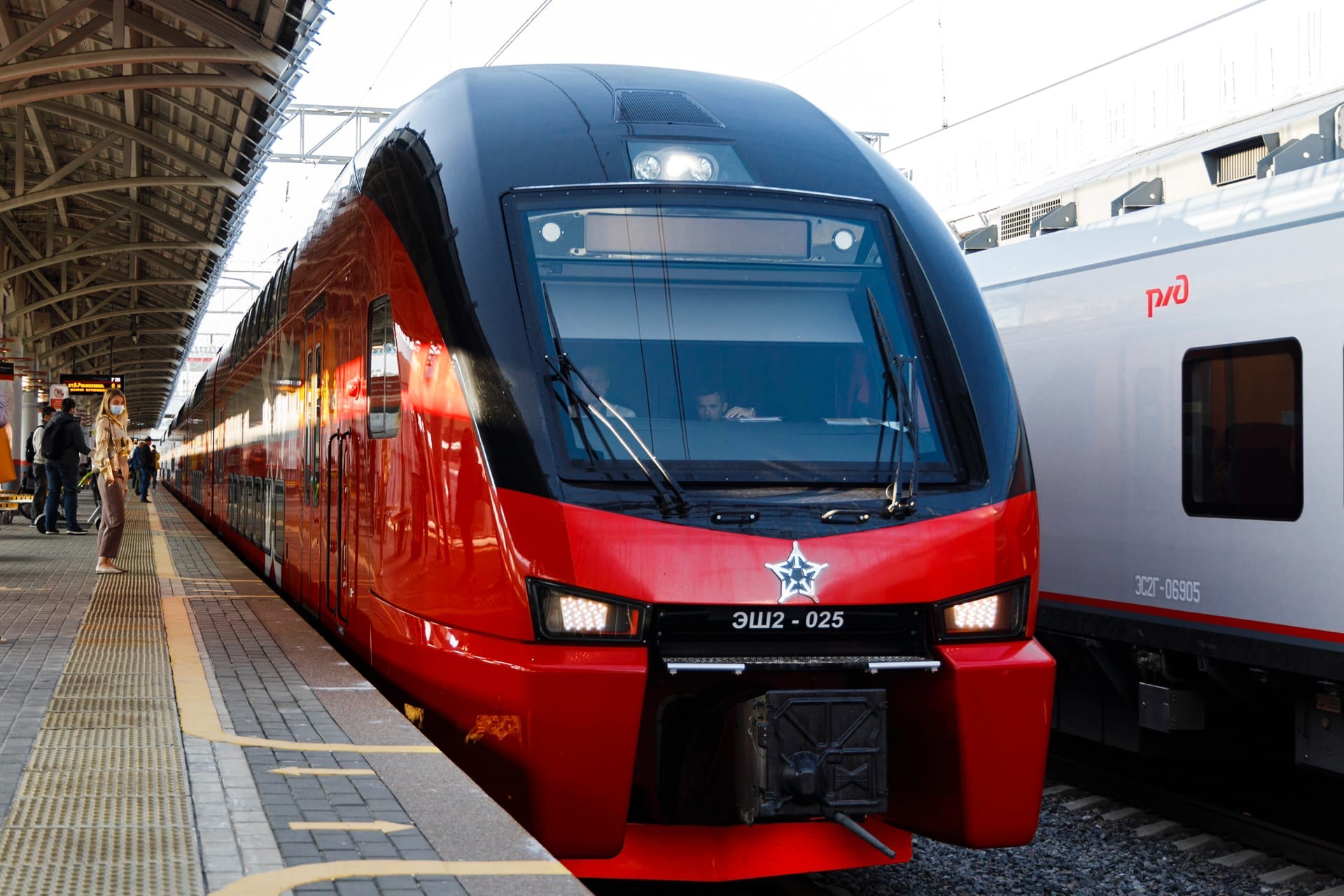
Электропоезд ЭШ2-025 на платформе

С 25 августа по 8 сентября 2021 года с целью изучения возможности внедрения на кольце двухэтажных поездов в качестве альтернативы увеличения числа вагонов, в порядке эксперимента на МЦК проводилась тестовая эксплуатация одного двухэтажного шестивагонного электропоезда ЭШ2-025 «Евразия» (Stadler KISS RUS), принадлежащего компании Аэроэкспресс, который ранее работал на маршруте Одинцово — Москва-Смоленская — Аэропорт Шереметьево. Электропоезд ЭШ2 состоит из шести вагонов трёх типов разной длины: прицепного головного (Пг), моторного промежуточного (Мп) и прицепного промежуточного (Пп), при этом во входных тамбурных зонах по концам вагонов пол расположен на уровне платформы, но большую часть вагонов занимают два этажа. В шестивагонной составности поезд имеет 700 сидячих мест, из них 84 места бизнес-класса в одном из головных вагонов по схеме 2+2, 608 мест стандартного класса по схеме 2+3 и 8 откидных. По результатам опытной эксплуатации планируется провести опрос среди пассажиров, удобен ли для них двухэтажный электропоезд вместо одноэтажного, и в дальнейшем принять решение о возможности их использования на кольце.

### Грузовое и транзитное движение

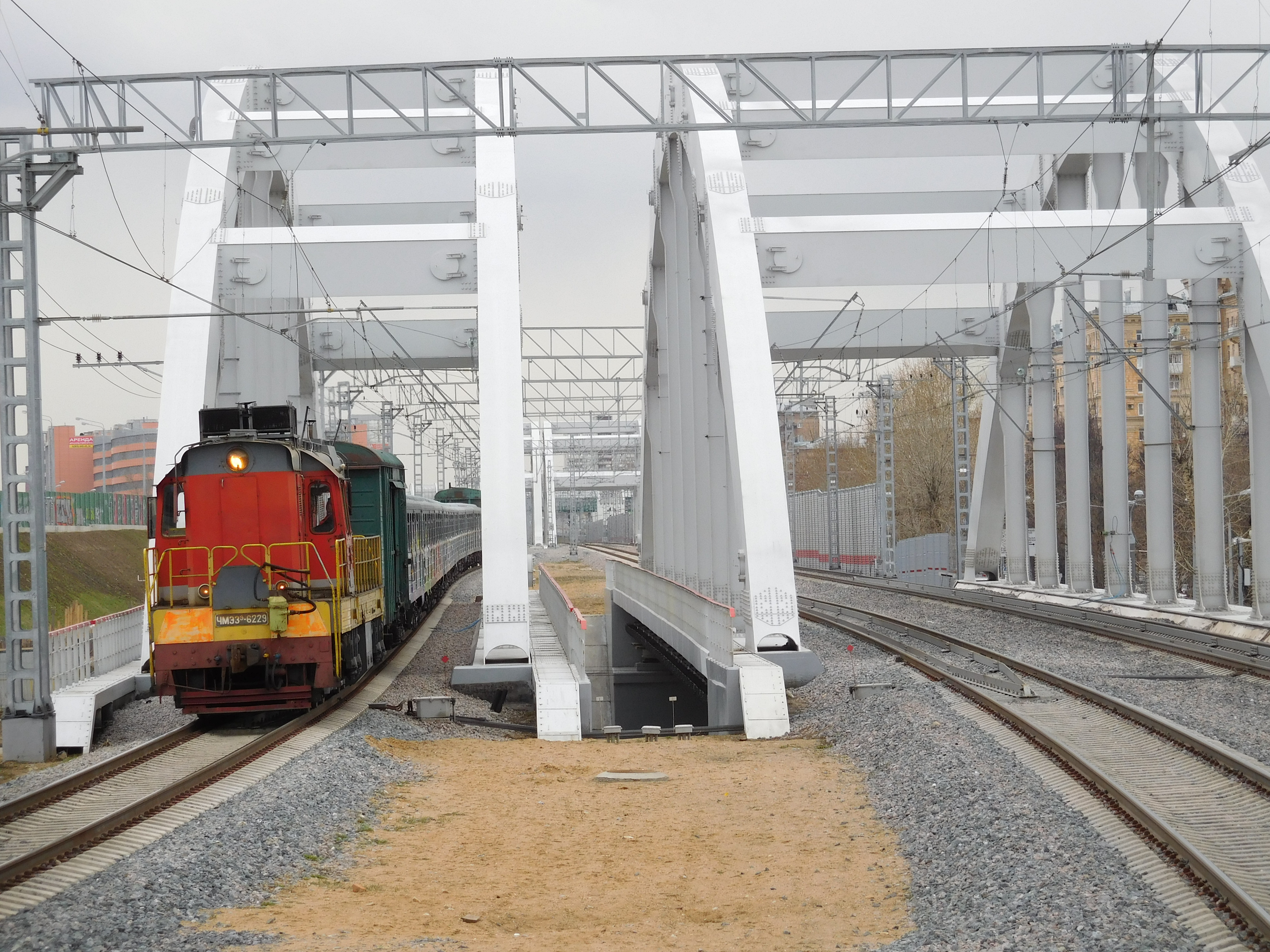
Движение по третьему главному пути. Тепловоз ЧМЭ3 с перегоняемым электропоездом метрополитена

Грузовое движение на МКЖД обслуживается в основном тепловозным парком локомотивного депо Лихоборы-Окружные (ТЧЭ-2). После открытия пассажирского движения, несмотря на электрификацию линии в 2016 году с учётом третьего главного пути, на ней сохраняется тепловозная тяга грузовых поездов. Это обусловлено отсутствием электрификации на большинстве съездов и некоторых грузовых путях станций, а также сложности электрификации веерного депо Лихоборы-Окружные с поворотным кругом, локомотивы которого обслуживают линию. Тем не менее, электрификация позволяет проследовать некоторым транзитным поездам под электровозной тягой.
После открытия пассажирского движения грузовые перевозки, согласно первоначальным планам, планировалось перевести на ночной график работы. Но, учитывая возможности сортировочных станций московского узла и грузопоток, это возможно только при выводе транзитных грузов за пределы Малого кольца. Для сохранения грузового движения новый проект реконструкции Малого кольца предусматривает сооружение третьего главного пути на 37-километровом участке Пресня — Лефортово — Андроновка — 500-метровая вставка — 15-я соединительная ветвь — Угрешская — Люблино, а также намечено усиление Большого кольца МЖД. Предусмотрено, что только три станции — Черкизово, Лефортово, Пресня — будут работать по параграфу грузовых операций. В соответствии с разработанной технологией, на эти три станции должны прибывать сборные поезда, после чего уже с них производится развоз местного груза и подача вагонов под разгрузку клиентам.
При растущих объёме и интенсивности пассажирского движения на радиальных направлениях увеличивается дефицит пропускной способности для грузоперевозок. Сдерживающим фактором для прорыва в совершенствовании технологии является отсутствие электрификации соединительных ветвей Малого кольца. Предложено для организации по третьему главному пути вывозного и сборного движения электротягой в числе первоочередных мероприятий электрифицировать важнейшие соединительные ветви: Белокаменная — Лосиноостровская (№ 7), Угрешская — Люблино-Сортировочное (№ 15), Владыкино — Бескудниково (№ 4), Андроновка — Перово, Лосиноостровская — Ростокино (№ 6), Перово — Андроновка. Это обеспечит пропуск транзитных поездов без смены вида тяги, сократит простои, позволит использовать более дешёвую электротягу, увеличит весовые нормы по соединительным ветвям. Возрастёт и число пропускаемых по Кольцу грузовых и контейнерных поездов. Всё это создаст благоприятные условия для консолидации всей сортировочной работы на станции Люблино-Сортировочное, передав её туда со станций Перово и Лосиноостровская и исключив избыточные операции по смене тяги.
Кроме грузовых перевозок, кольцо также используется для транзитной передачи пассажирских поездов и вагонов между радиальными направлениями МЖД.

#### Подвижной состав

##### Локомотивы основного парка
Локомотивы Малого кольца приписаны к депо Лихоборы-Окружные. По состоянию на 2020 год основу парка составляют магистральные тепловозы 2М62у используемые для вождения большинства грузовых составов, включая транзитные. Также там есть несколько тепловозов 2М62, один 2ТЭ25К «Пересвет» и один 2ТЭ25КМ. Парк маневровых тепловозов составляют ЧМЭ3, ТЭМ7А и один законсервированный тепловоз ТЭМ18Г, используемые для вождения небольших грузовых составов, маневровых работ на станциях и грузовых перевозок на территорию промышленных предприятий. В связи со снижением объёма грузового движения значительная часть тепловозов, включая ТЭМ18Г, многие ЧМЭ3 и некоторые 2М62у находятся на консервации..
На МОЖД также периодически заезжают тепловозы 2М62 из депо ТЧЭ-23 Бекасово-сортировочное.
Первоначально в депо Лихоборы-Окружные эксплуатировались паровозы разных моделей, включая магистральные Э, СО, Л и маневровые 9Пм. С середины 1950-х годов паровозы начали заменяться тепловозами. С 1959 года всё поездное движение было переведено на магистральные двухсекционные тепловозы ТЭ2, а с 1961 — в депо начали поступать более мощные ТЭ3, которые составили основу парка, заменив все паровозы. Для маневровых работ с конца 1950-х годов использовались тепловозы ТЭМ1, а чуть позднее — несколько ТЭМ2. Также к депо в малых количествах были приписаны маневровые тепловозы ВМЭ1, ТГМ1 и ТЭМ4 и один магистральный пассажирский тепловоз ТЭ7 для правительственных поездов.
В 1980-е годы произошло обновление парка подвижного состава, в ходе которого все магистральные тепловозы ТЭ2 и ТЭ3 и маневровые ТЭМ1 были списаны или переданы на другие дороги. Вместо них поступили магистральные тепловозы 2М62 и 2М62У и маневровые ЧМЭ3, эксплуатируемые по настоящее время. Частичное обновление парка маневровых локомотивов в депо произошло в конце 2000-х — первой половине 2010-х годов, когда в депо поступили тепловозы ТЭМ18Г, ТЭМ-ТМХ и ТЭМ7А. Тепловозы ТЭМ-ТМХ работали в депо с 2013 по 2015 годы.

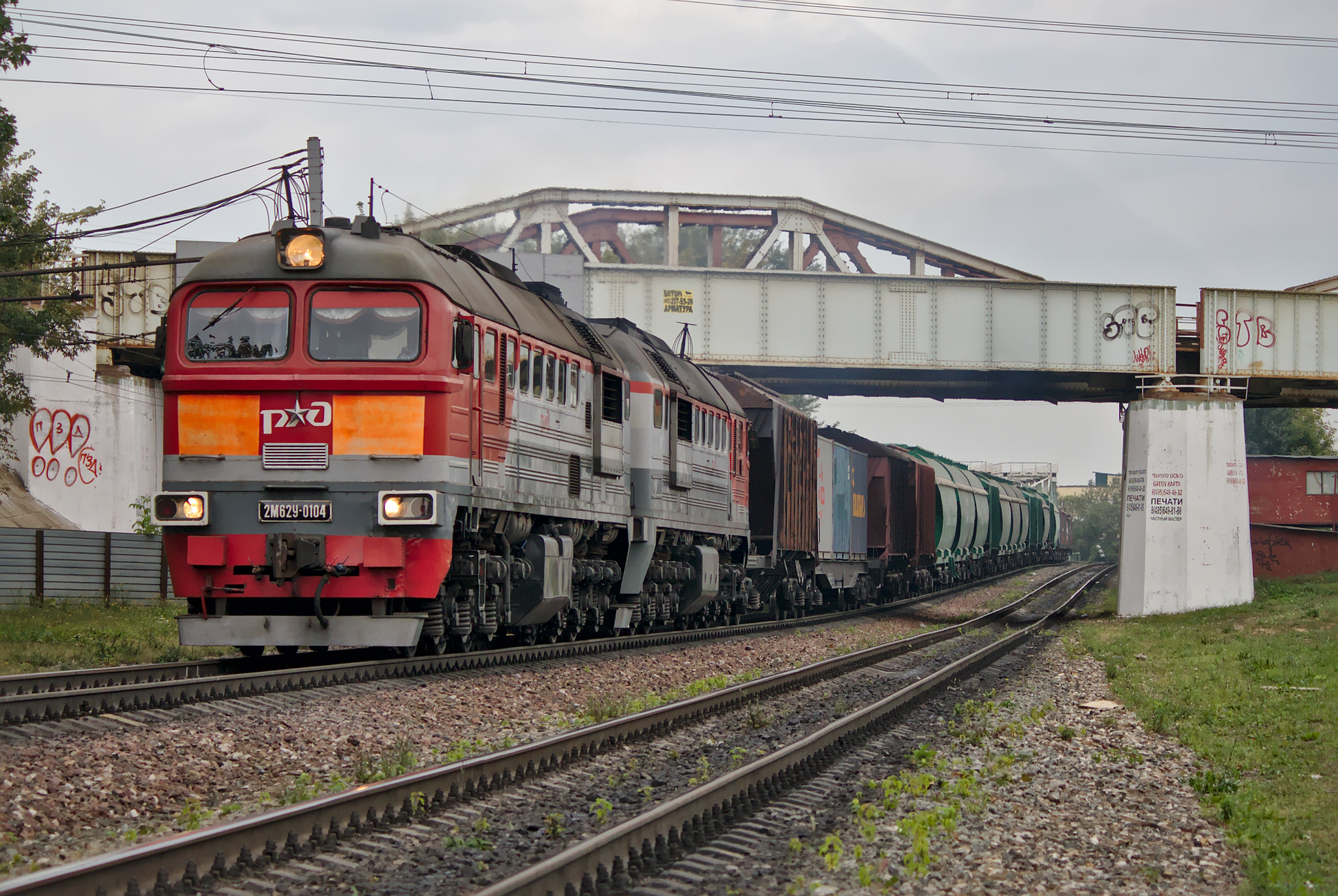
2М62У с грузовым поездом в западной горловине станции Владыкино-Московское. Основной тип тепловоза на линии
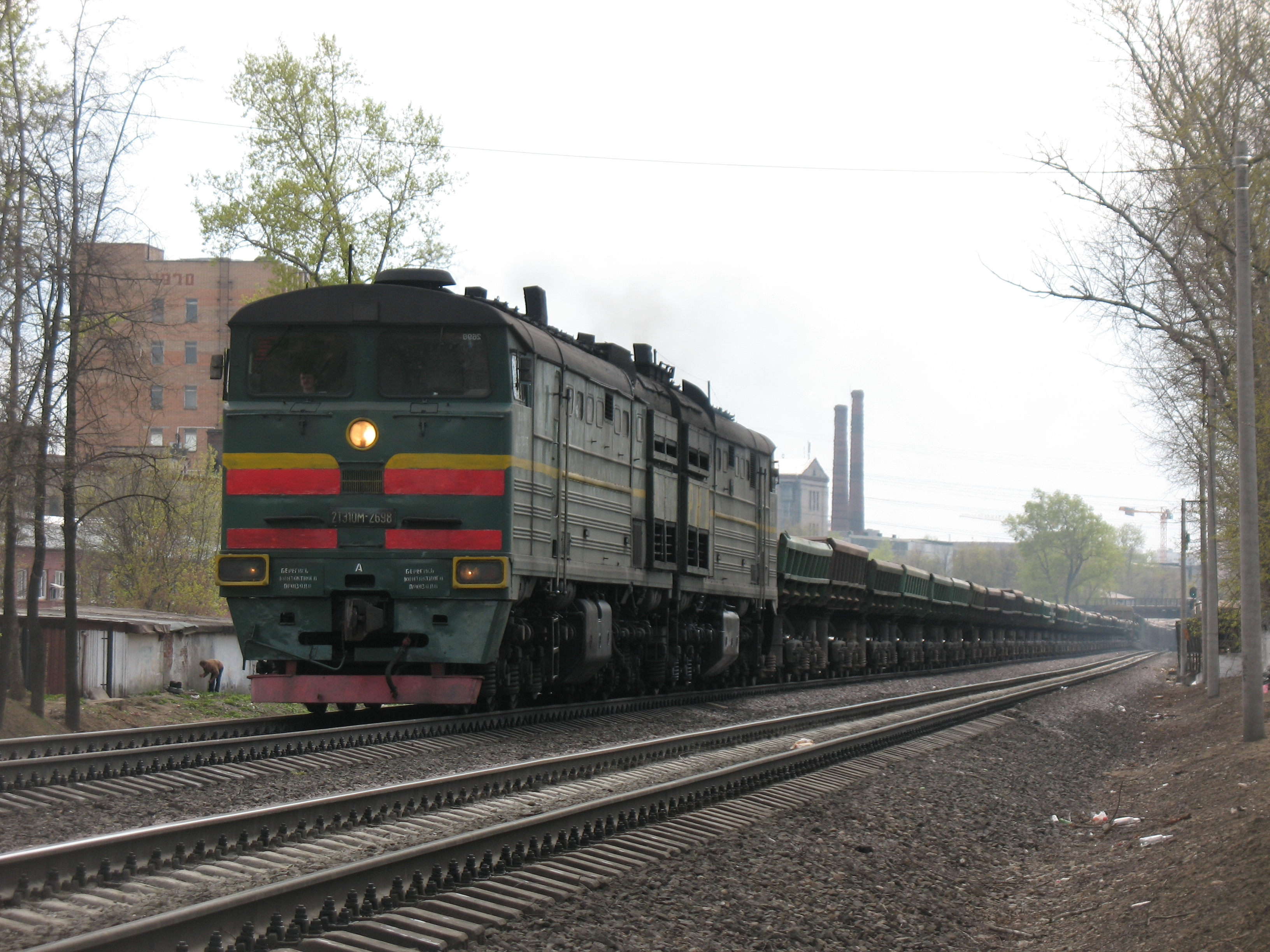
2ТЭ10М с грузовым поездом на перегоне Братцево — Лихоборы. Несколько таких тепловозов из депо Узловая временно работали в депо Лихоборы-Окружные в 2007 году
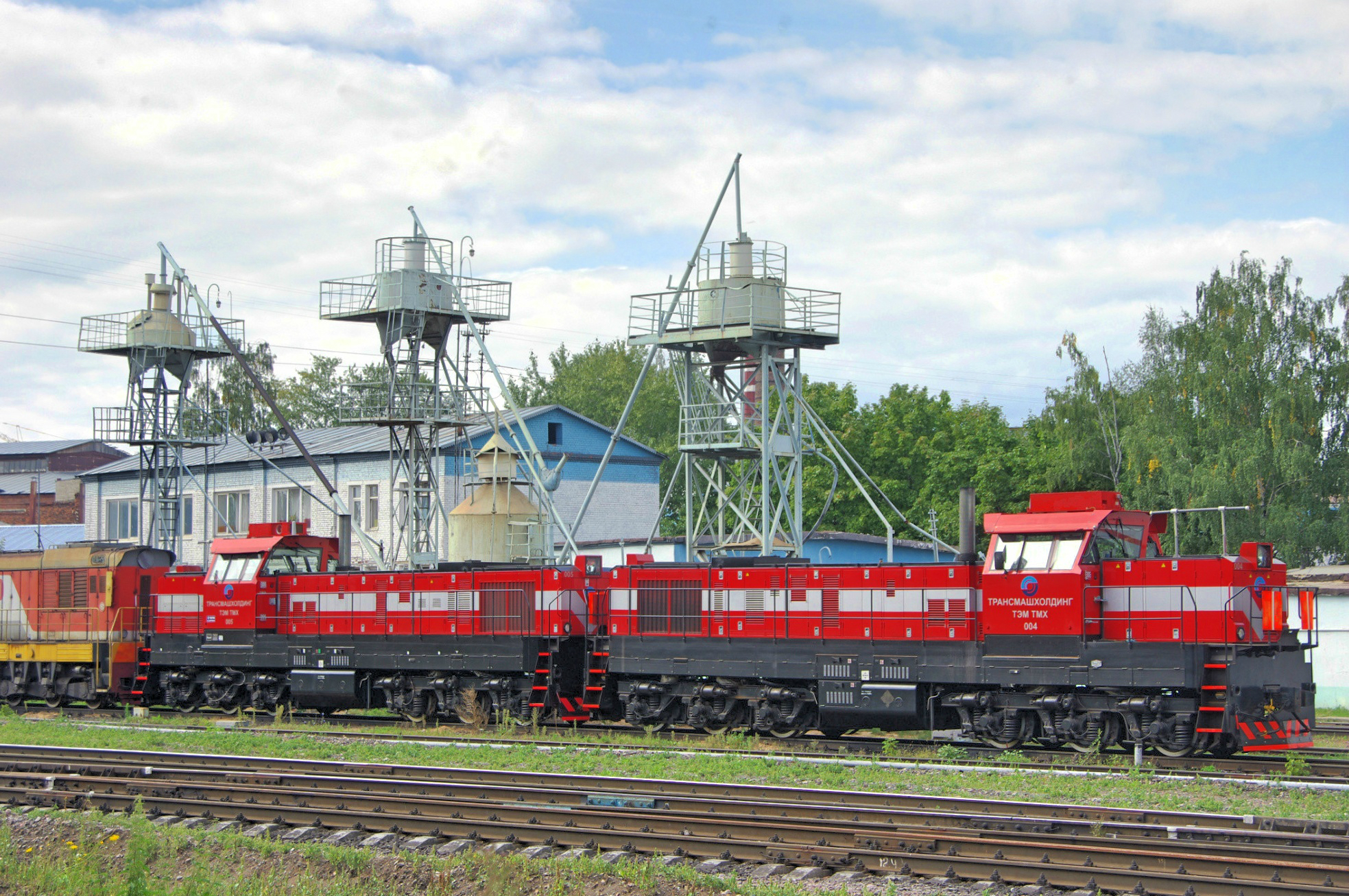
Тепловозы ТЭМ-ТМХ на территории депо (переданы в другие депо Московского узла в 2015 году)
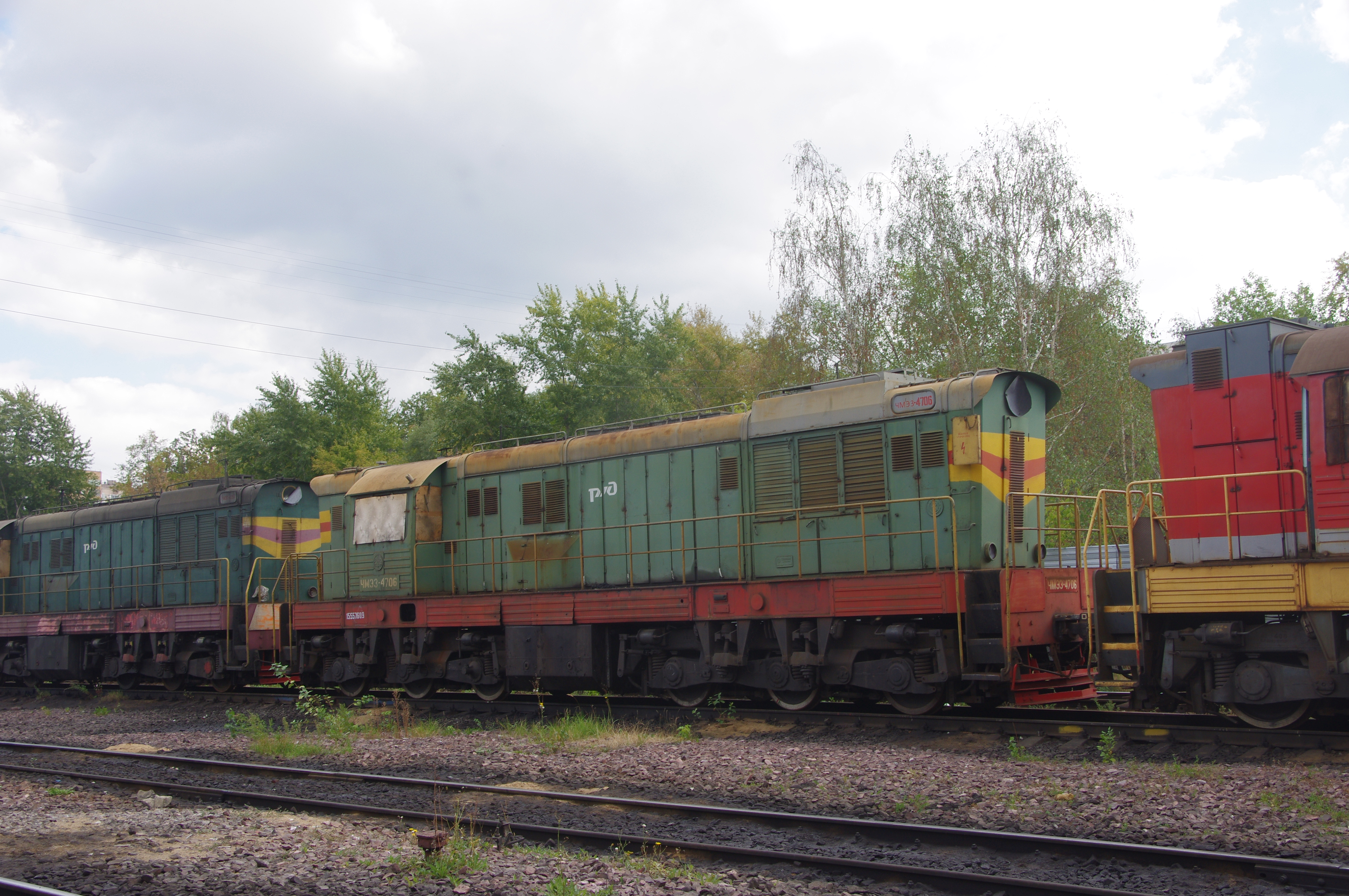
Тепловозы ЧМЭ3 в депо Лихоборы-Окружные на консервации во время снижения объёма движения в конце 2000-х

##### Локомотивы промышленных предприятий
На служебных ветках, соединяющих станции Малого кольца с промышленными предприятиями, наряду с вышеназванными маневровыми тепловозами используются менее мощные маневровые тепловозы ТГМ4 и ТГМ23, находящихся в собственности данных предприятий. На соединительной ветви с системой Московского трамвая возле станции Угрешская работает уникальный маневровый электровоз ЭПМ3Б.

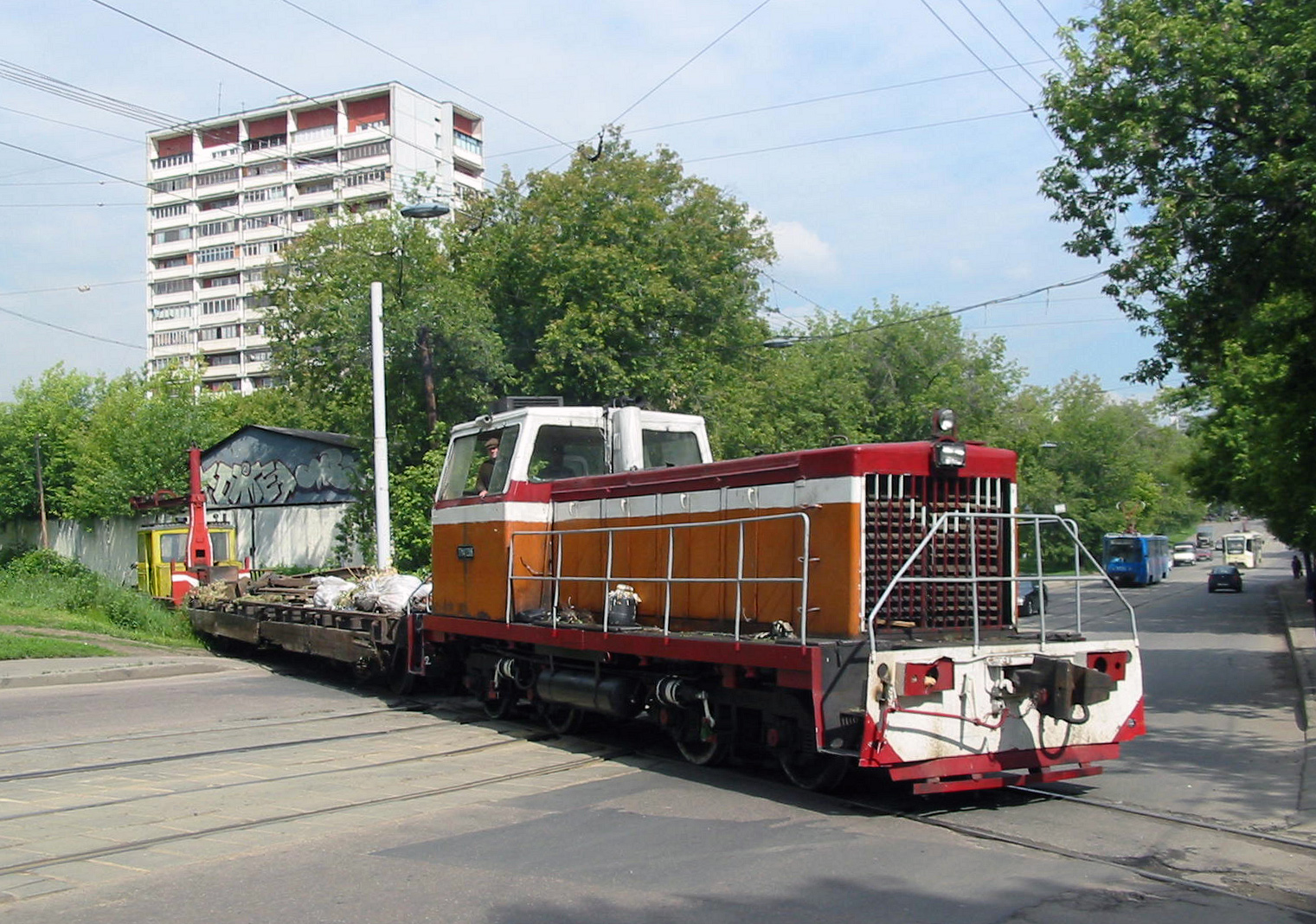
Тепловоз ТГМ40 на Электрозаводской ветке, примыкающей к станции Черкизово. Эксплуатировался до 2010-х годов.
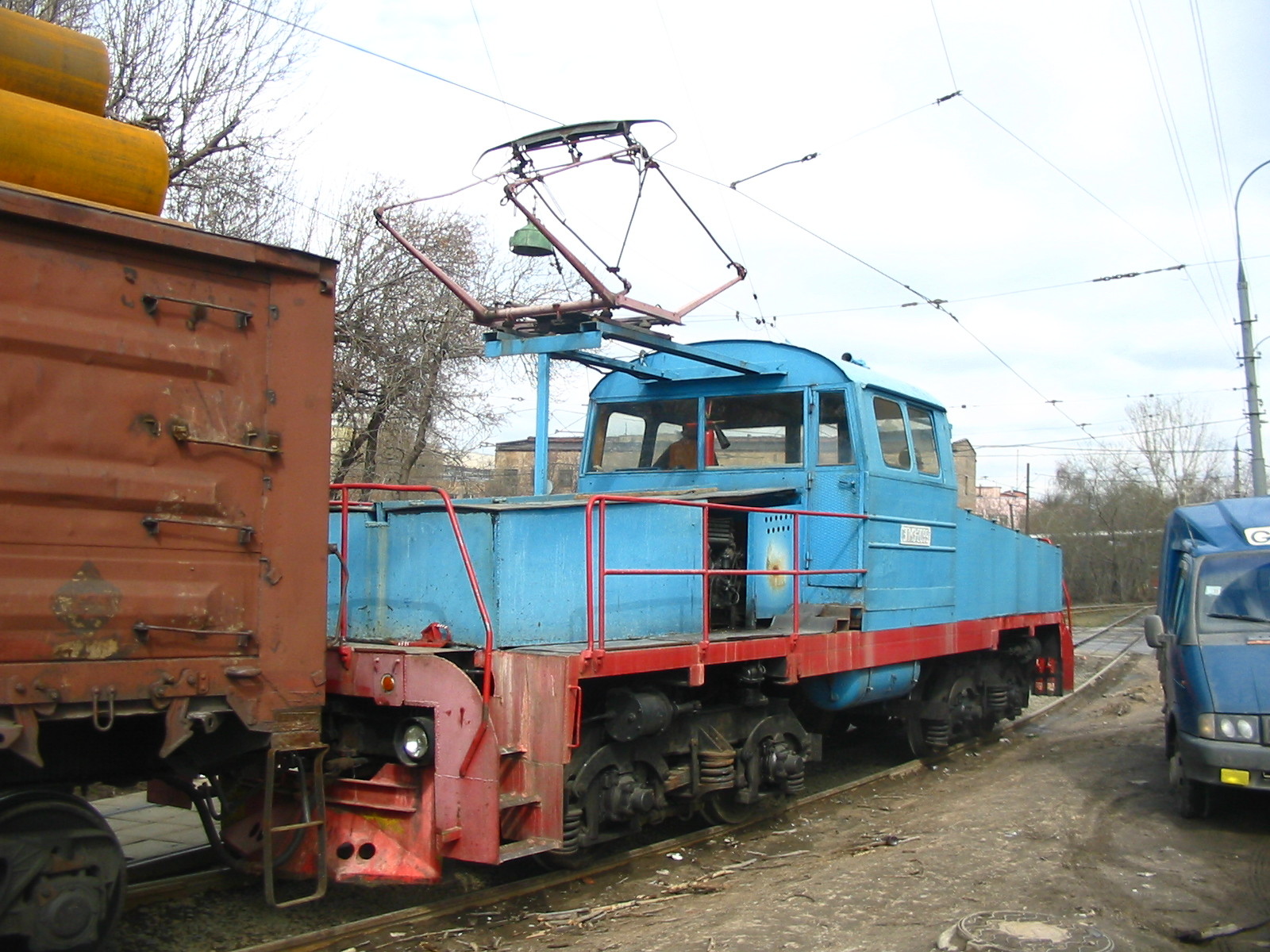
Электровоз ЭПМ3Б-2099, обслуживающий трамвайно-железнодорожный гейт на станции Угрешская

### Cлужебное движение
На Малом кольце имеется собственный парк служебных автомотрис. К депо Лихоборы-Окружные приписано несколько инспекционных автомотрис АЧ2. На станции Угрешская базируется несколько служебно-диагностических автомотрис «Север» и одна двухвагонная автомотриса «Пионер». Для инспекционных поездок по Малому кольцу также использовались дизель-поезда РА2 и автомотрисы 611M.

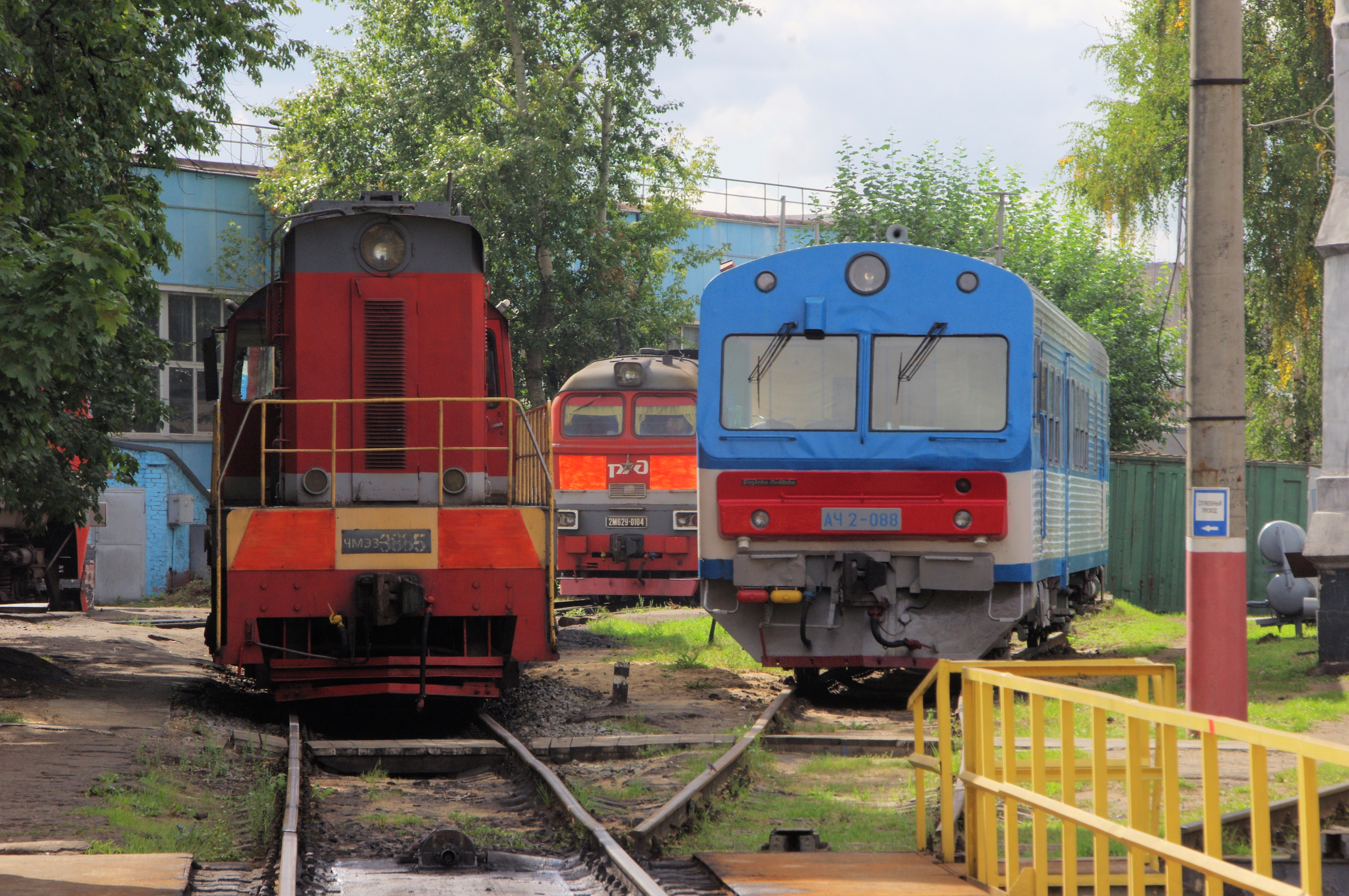
Тепловоз ЧМЭ3 и инспекционная автомотриса АЧ2 на станции Лихоборы
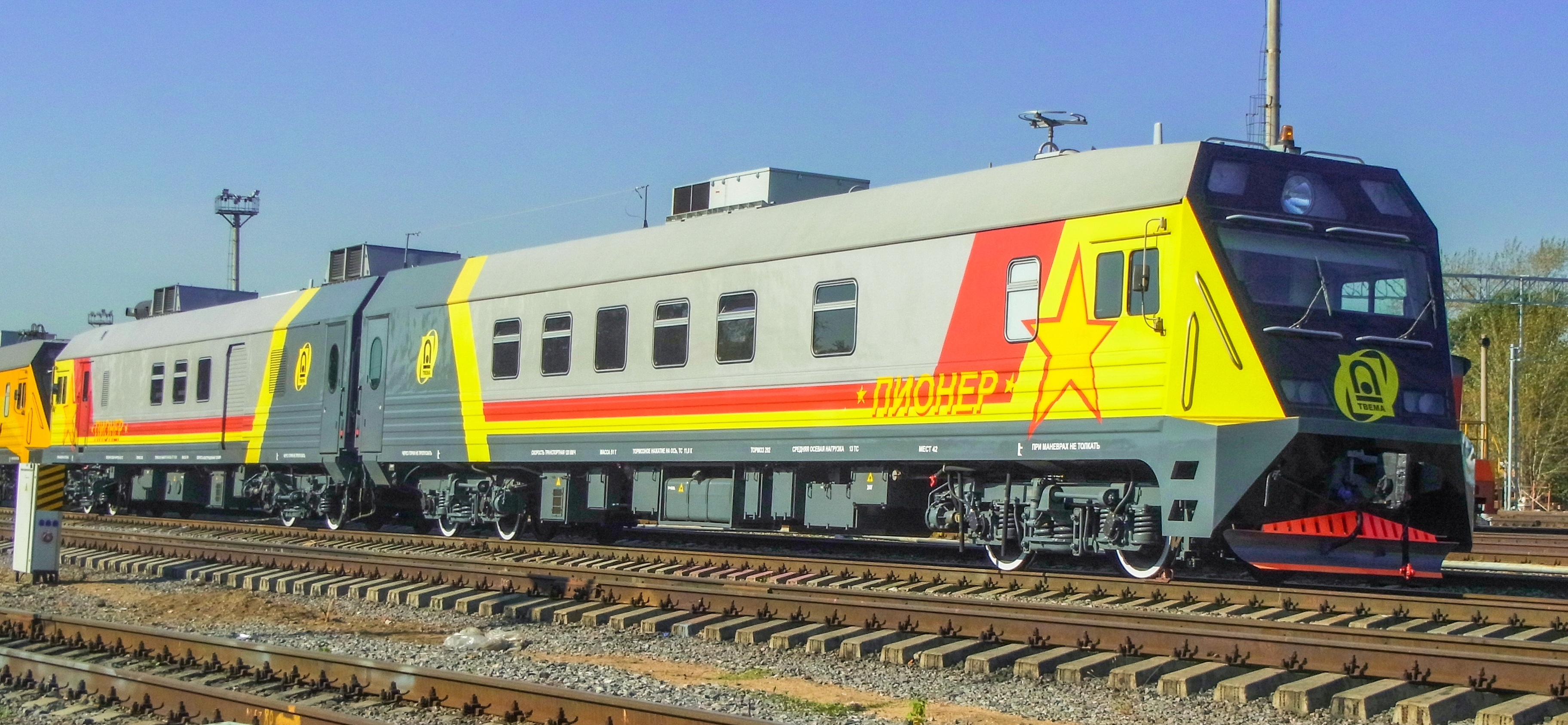
Автомотриса «Пионер» на станции Угрешская

## Административный статус

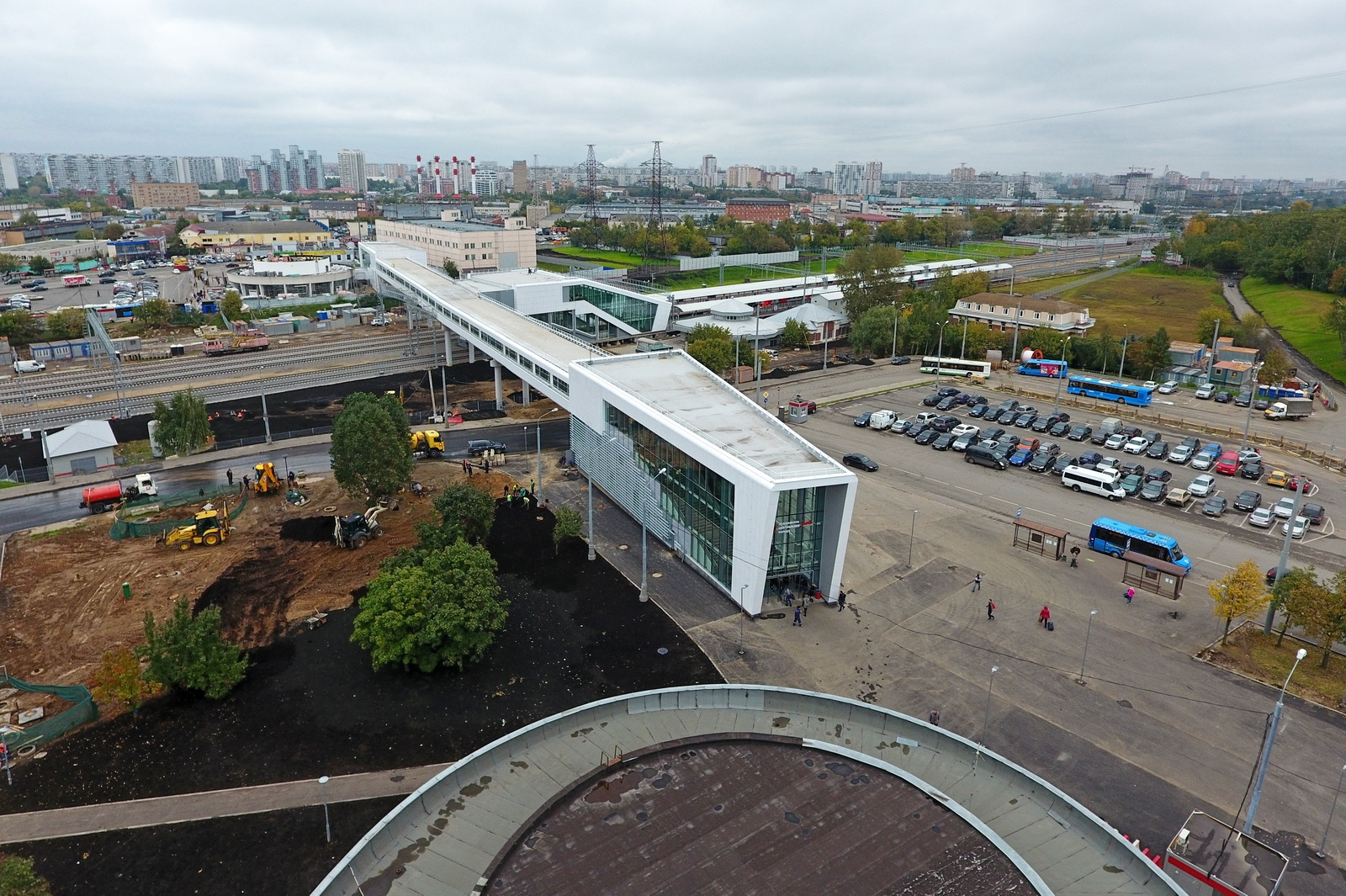
Транспортно-пересадочный узел платформы

После реформы в ОАО «РЖД» и перехода МЖД с 2010 на безотделенческую систему работы линия относится к Московско-Курскому региону МЖД, обслуживается Московско-Окружной дистанцией пути (ПЧ-14), Московско-Павелецкой дистанцией СЦБ, Московско-Павелецкой дистанцией гражданских сооружений. Все раздельные пункты на кольце входят в Московско-Курский центр организации работы железнодорожных станций ДЦС-1 Московской дирекции управления движением.
К Малому кольцу, кроме главного хода, относятся также станции Бойня, Новопролетарская, Москва-Южный порт и пути, примыкающие к ним. До ликвидации к кольцу также относилась станция Октябрьские казармы и прилегающая к ней ветка c ответвлением до ММЗ «Знамя Труда».
Земля, на которой расположено малое кольцо Московской железной дороги, и его объекты недвижимости находятся в собственности АО «Московская кольцевая железная дорога». До октября 2015 по 50 % акций этого акционерного общества принадлежали Правительству Москвы и ОАО «РЖД». В октябре 2015 года единственным акционером АО «Московская кольцевая железная дорога» стало Правительство Москвы, выкупив у ОАО «РЖД» его долю акций двумя платежами по 1,591 млрд рублей.
Правительство Москвы уполномочило Московский метрополитен организовать транспортное обслуживание на МКЖД. В 2014 году был проведён конкурс на выбор внешнего перевозчика, и заключён договор с ОАО «РЖД» по осуществлению обслуживания пассажиров на кольце в течение 15 лет.

## Происшествия
- 18 ноября 1994 года была предпринята попытка взорвать железнодорожный мост через реку Яузу на перегоне Владыкино-Московское — Ростокино. Сила взрыва оказалась незначительной, мост уцелел, на месте теракта взрывотехниками ФСБ был обнаружен изуродованный бомбой труп диверсанта Андрея Щеленкова. Мотивы теракта точно установлены не были, однако, по данным следствия, следы вели к банде криминального авторитета Максима Лазовского[97][98].
- 20 июля 2016 года в период обкатки на кольце электропоездов отечественной разработки почти сразу после запуска электропоезд ЭД4М-0403 въехал на платформу Стрешнево, первую по маршруту его следования, и процарапал бок головного вагона. Причиной стало несоответствие платформы необходимым габаритам приближения строений в результате ошибок, допущенных при укладке пути вдоль неё на этапе строительства в сочетании с чуть большей шириной кузова отечественных электропоездов по сравнению с «Ласточками»[99]. Данное происшествие повлекло временную остановку движения по кольцу, в течение нескольких часов после него путь вдоль платформы Стрешнево с помощью выправочной подбивочно-рихтовочной машины был смещён чуть дальше от платформы для соответствия габаритам, после чего движение было возобновлено[73]. Однако как негативное следствие смещения пути, между останавливающимися поездами и платформой образовался значительный зазор, создающий неудобства для пассажиров[100][неавторитетный источник].
- 17 октября 2018 года в районе платформы Лужники у электропоезда ЭС2Г-083, следовавшего по первому пути по часовой стрелке, произошёл разрыв беззазорного сцепного устройства между головным моторным и прицепным вагоном с токоприёмником. Это привело к остановке движения поездов на данном пути в течение двух часов, пока неисправный электропоезд не был перевезён с помощью резервного тепловоза на парковые пути. При этом перегонка частично осуществлялась и по второму пути, движение на котором также было временно приостановлено[101].

### Комментарии
1. ↑  Часть грузовых путей и съездов на радиальные направления не электрифицирована
2. ↑  АБТЦ-МШ — микропроцессорная автоблокировка с тональными рельсовыми цепями с централизованным размещением аппаратуры в шкафном варианте, см. Новые системы интервального регулирования поездов Архивная копия от 16 сентября 2016 на Wayback Machine
3. ↑  На официальной схеме метро пересадка была обозначена с декабря 2018 по начало марта 2019 года только на указателях в стиле Артемия Лебедева. Пересадочные настенные указатели не изготавливались
4. ↑  Из-за расположения платформы пересадка на «Кожуховскую» по времени равна пересадке на «Дубровку».
5. ↑  Номера приведены согласно ТРА и для большинства ветвей являются исторически неизменными.
6. ↑  Не вся ветвь может являться перегоном: крайние отрезки могут входить в составы станций. В некоторых случаях нулевой перегон: ветвь поделена между станциями, входные сигналы напротив друг друга. В некоторых случаях на ветви (линии) есть промежуточные станции.
7. ↑  Перегон Пост з-да им.Бадаева — Москва-Пасс.-Киевская
8. ↑  Перегон Москва-Пасс.-Смоленская-Фили